# 路德维希·范·贝多芬
路德維希·范·貝多芬（德語：Ludwig van Beethoven；1770年12月17日—1827年3月26日），德意志作曲家、鋼琴演奏家。貝多芬上承古典樂派傳統，下啟浪漫樂派之風格與精神，因而在音樂史上佔有重要的地位。贝多芬虽然经历听力下降，仍一直创作音乐，他一生創作了9部交響曲、36首鋼琴奏鳴曲（其中32首带有编号，1首未完成，编号为WoO. 51）、10部小提琴奏鳴曲、16首弦樂四重奏、1部歌劇及2部彌撒曲等等。這些作品無論是在曲式、和聲以及織體上都有重大創新，影響了音樂發展史，其中32首钢琴奏鸣曲，第三、五、六、九交响曲和《庄严弥撒》是其代表作，尤其聞名。1827年贝多芬因病逝世。在漢字文化圈，貝多芬有「樂聖」之尊稱。

## 生平

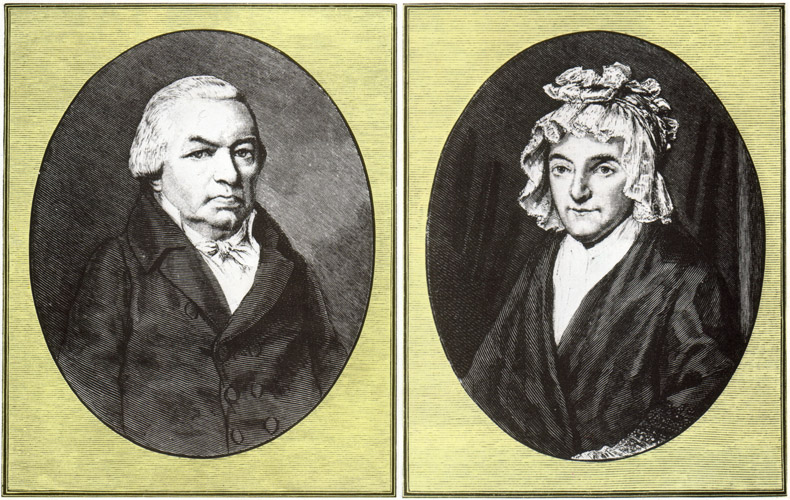
貝多芬的雙親，左側為父親約翰·范·貝多芬（1740－1792），右側為母親瑪麗亞·馬達琳娜·凱維利希（1746－1787）

### 童年
路德维希·范·贝多芬原籍南尼德蘭（今比利時）梅赫伦。曾祖父米歇尔·范·贝多芬（Michel van Beethoven）是梅赫伦鎮的弗拉芒人，曾祖母玛丽·路易丝·斯蒂凯尔（Marie Louise Stuyckers）是南尼德蘭（今比利時）另一族瓦隆族人，兩人之子（即貝多芬祖父）路德维希·范·贝多芬生於梅赫伦。外祖父约翰·海因里希·克费里希（Johann Heinrich Keverich）與外祖母安娜·克拉拉·韦斯托夫（Anna Clara Westorff）都生於神聖羅馬帝國的特里爾選侯國的科布倫茨。贝多芬本人生於神聖羅馬帝國的科隆選侯國首府波恩。血統而言，貝多芬是75%德意志人，18.75%比利時弗拉芒人，6.25%比利時瓦隆人。
贝多芬名字中的“范”（van）是弗拉芒语/荷兰语而非德語中的“馮”（von），不代表任何貴族封号，而是用來显示其家乡。贝多芬的祖父，也同名路德维希·范·贝多芬，20岁时迁居波恩，在科隆选帝侯宫廷内當一位樂隊長。父亲約翰則是一位唱詩班男高音。母親玛丽亚·玛格达莱娜·克费里希是宫廷御厨的女兒，在嫁給约翰之前曾结过一次婚並有一子，但前夫與兒子皆早逝。她与約翰婚後曾在1769年8月2日产下一子，名路德维希·玛丽亚·范·貝多芬（Ludwig Maria van Beethoven）。

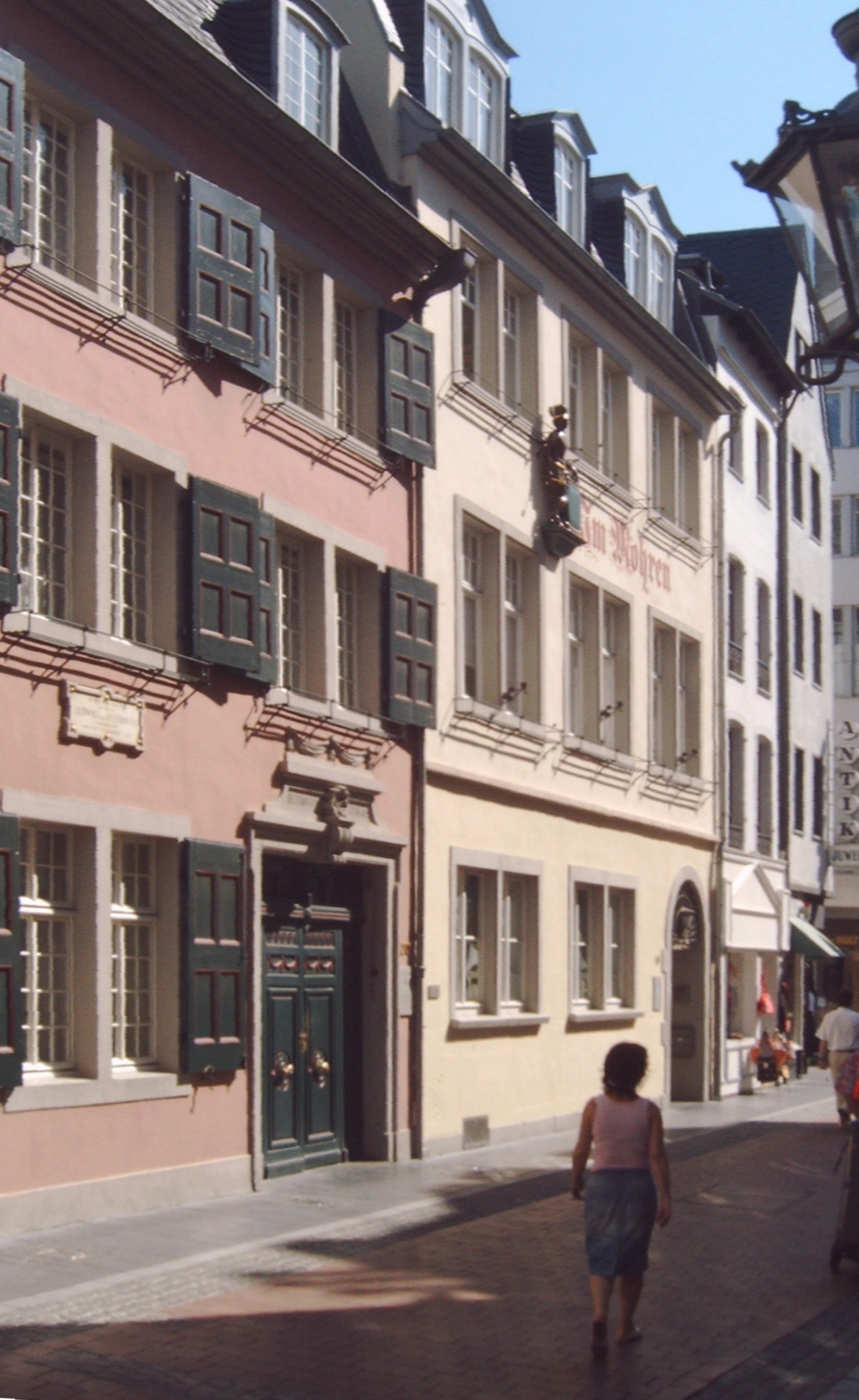
贝多芬位於波恩的出生寓所，現在作為貝多芬之家使用（左邊大門即為入口）

1770年12月17日，这段婚姻中的第二个儿子以“卢多维库斯·范·贝多芬”（Ludovicus van Beethoven）之名受洗。日后人們普遍认為，這個孩子是在1770年12月16日出生於波恩的波恩街20號。路德维希的父母還生下了五个子女，但只有第二和第三个活了下来：卡斯帕·安东·卡尔·范·贝多芬（Kaspar Anton Karl van Beethoven）和尼古拉斯·約翰·范·貝多芬）。不幸夭折的三位则是：在1779年受洗的安娜·玛丽亚·弗兰齐斯卡（Anna Maria Franziska，只活了四岁）、1781年出生的弗朗茨·格奥尔格（Franz Georg，两岁时离世），以及1786年受洗的玛丽亚·玛格丽塔（Maria Margaretha，在周岁之年夭折）。
早期贝多芬家庭情况還算如意；约翰的经济状况不错，老路德维希在经济上也能帮助一下这个家庭。约翰有酗酒的习惯且脾气暴躁，母亲则体弱多病，这是日后作为长子的贝多芬必须挑起家庭重担的重要原因之一。也正是因此，贝多芬爱母亲远胜于父亲。贝多芬可能在5岁时患有中耳炎，但并没有得到很好的治疗，这可能为其日后的耳疾埋下祸根。
贝多芬很小就开始接受音乐训练，启蒙老师正是其父。六岁就能作曲的莫札特无疑给贝多芬的父亲立了一个榜样。为了使自己的儿子贝多芬也成为一位神童，约翰很早就教贝多芬弹奏钢琴，稍有彈錯就是一頓毒打，而弹错的后果就是经常被酗酒的父亲拍贝多芬的头。这样的做法虽然使得贝多芬以八歲（1778年）之齡就能在科隆登台演出，十一岁就在剧院乐队演出，十三岁就成为风琴师，并发表了三首奏鸣曲，但却显得揠苗助長。约翰有时甚至会在深夜将贝多芬从床上拉起，要他在朋友面前演示其音乐才能。十一岁时，貝多芬因為父亲财力不济而被迫辍学，因此他在学校所学到的应该不会很多；而此时的贝多芬和其他同齡的孩子是没有什么差别的。

### 音樂啟蒙
由於父親約翰的音樂教育缺乏系統性，他接受了同行的建議，另請高明以發掘貝多芬的潛能。
1781年（一說1782年）貝多芬跟隨樂隊指揮克里斯蒂安·戈特洛布·内费學習鋼琴和作曲，另外還跟弗朗茨·里斯學習小提琴，這些新老師的努力使得貝多芬開始形成自己獨特的風格。
內費是一位好老師，他不但看出了貝多芬的優勢所在，也能察覺其弱點：缺乏自制力、修養和紀律。他要求貝多芬研習前輩的作品，如巴赫的《平均律钢琴曲集》；再來是同時代音樂家的名篇，如莫札特的作品。1782年，內費發表了貝多芬的第一部作品《以戴斯勒先生一首進行曲為主題的羽管鍵琴變奏曲》（Variations pour le Clavecin sur une Marche de Mr. Dressler）。貝多芬在1783年（一說1782年）代表內費出任宮廷樂隊羽管鍵鋼琴演奏家。1783年，內費在一音樂雜誌撰文道：
這位年輕的天才應該在其藝術修養方面得到更多的幫助，只要他能堅持不懈，一定會成為莫札特第二。
而貝多芬也是對這位老師深存愛戴，他在同一年寫信給內費的信中提到：「如果我有所成就，這一定是您的功勞。」

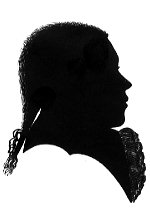
貝多芬16歲時剪影

雖然貝多芬在波昂受惠匪淺，該地的音樂資源無疑未能令他滿足。1787年，他決定帶著科隆大主教馬克思·法蘭茲（神圣罗马帝国約瑟夫二世的弟弟）的推薦信前往維也納試圖拜訪莫札特。貝多芬在1787年1月到達維也納，直到3月或4月離開，但後人對這段時間發生的事情所知甚少。據傳，莫札特在忙於創作《唐璜》時，仍抽出時間給貝多芬一個主題做即興演奏，而貝多芬的演奏打動了莫札特，因此說道：「注意這位年輕人，日後他會揚名天下。」由於莫扎特在1787年初在布拉格居住，這兩人見面可能發生在六週之間，但沒有可靠的記錄可以表明兩位作曲家是否曾經見過面。
後來，貝多芬得到母親的病危的消息，他離開維也納回家鄉，但母親的病情並未好轉；她的逝世，無疑將家庭整個托付給貝多芬。父親約翰的行為越發不近情理，致使貝多芬向皇儲申請裁決，意欲取得兩個幼弟的撫養權，結果是父親得從月薪中拿出一半供養子女。父親在接下來的五年裡，直到1792年12月18日臨終的那一刻，他一直未得到自己孩子和親友們的諒解與接納。
為了養家胡口，1788年（一說1789年）到1792年間，貝多芬在內費的一支歌劇院樂隊裡擔任中提琴演奏，從而接觸到當時的歌劇作品。
1787年起，貝多芬受到欧洛吉乌斯·施奈德的影響，使他瞭解當時啟蒙運動和法國大革命的思想。這種影響，反映在貝多芬後來的作品中，特別是有著解放政治囚徒情節的《費德里奧》裡面。1790年2月20日，約瑟夫二世逝世，波昂的「讀書與休養」協會準備在3月份舉行悼念，在施內德的建議之下，貝多芬創作了一部《為約瑟夫二世逝世所作的悼念清唱劇》（德語：Trauerkantate auf den Tod Josephs II.，WoO. 87），這也是貝多芬第一部與政治沾上邊的作品。無人知曉這部清唱劇什麼時候完成，但是根據協會在3月17日的會議記錄，該劇並未如期上演。後來，貝多芬還為新皇帝利奧波德二世的登基寫了一部清唱劇：《為利奧波德二世登基而作的清唱劇》（德語：Kantate auf die Erhebung Leopolds II. zur Kaiserwürde，WoO 88），這是一部身世更模糊的作品。它們不但在當時沒得到上演的機會，現在也是鮮罕聽到（克里斯蒂安·蒂勒曼在DG公司錄製了它們）。雖然如此，並不意味著它們沒有可道之處；相反地，這兩部早期作品其實已頗具大家風範。特別是《利奧波德》裡那首長大的詠歎調，大提琴托著女高音的行文樣式，讓人倍感新鮮的同時，還有一種脫俗的美。
不久之後，奧地利作曲家海頓在從維也納到倫敦的旅程中兩次在波恩逗留，接觸到貝多芬，並對前一首清唱劇大加讚賞，海頓因此勸科隆大主教將貝多芬送到維也納深造。而貝多芬也沒有錯過這個機會，於1792年再度踏上前往維也納的行程。

### 扎根维也纳

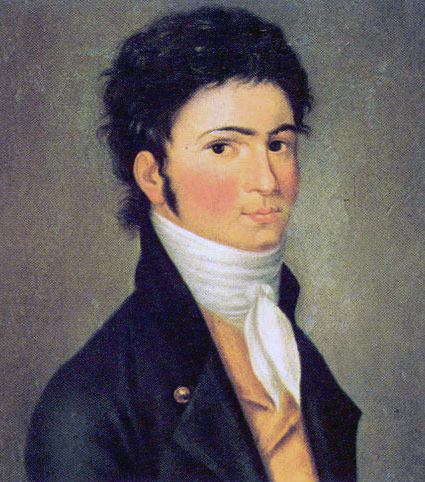
年輕的貝多芬肖像，由卡尔·特劳戈特·里德尔（Carl Traugott Riedel，1769－1832）所繪

1792年11月10日，贝多芬抵达维也纳。他用了三周时间整理安排自己的事务，之后正式到海顿处上课，直到海顿1794年去伦敦为止，超过一年。年邁的海顿並沒有撥出太多時間給這位年輕學生，再加上贝多芬的性格是出了名的倔強，贝多芬在這段期間究竟從海顿處習得多少本事，後人對此難有定論。美籍印度天体物理学家钱德拉塞卡在他的《真理与美》一书中便提到，贝多芬在师从海顿这段时期，已经开始意识到自己的能力，并有时现出挑战的意味。因此在据说海顿强烈批评他的作品1的第三首三重奏时（它正是贝多芬自己认为三首里面最好的一首），贝多芬会认为这是妒嫉使然。但海顿可能并非诟病作品的品質，而是作品里面的“大众化”，亦即一般的业余演奏者也能輕易上手其作品，而且其内容迎合了当时大众的品味。如果真是这样的话，海顿的批评则体现了18世纪末古典主义与浪漫主义的冲突，即：音乐是否是专属上层阶级的奢侈品，而贝多芬无疑正在努力打破这种贵族特权，夹在第二钢琴协奏曲和第一交响曲之間的七重奏（作品20）是一首优雅幽香的作品，贝多芬甚至“逼”出版商道：“快点将我的七重奏给这个世界吧！因为大众正等着它 。”海顿前往伦敦之后，贝多芬則继续他在维也纳的學習，他得到约翰·申克的指导，并且在約翰·格奧爾格·阿爾布雷希茨貝格门下学习了一年的对位法。著名的萨列里也为贝多芬非正式地上过声乐课，阿罗伊斯·福斯特（Alois Forster）则教贝多芬弦乐四重奏。可以说，贝多芬在维也纳不但学习到当时最先进的音乐理论，而且体会了前辈的音乐实践经验。他在此期间写有三首钢琴、小提琴和大提琴三重奏（即作品1）、三首钢琴奏鸣曲（作品2）、一首弦乐五重奏，和两首钢琴和大提琴奏鸣曲（作品5）。

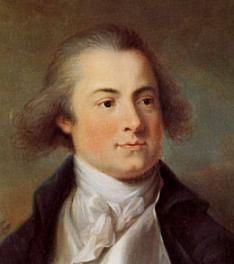
贝多芬赞助人之一约瑟夫·罗伯克维兹王子之画像

初到维也纳的两年，贝多芬非常拮据，他住在一个地下室裏。为了在音乐界立身，他不得不在服装、乐器、家具还有社交方面花钱，例如他的笔记本上记有这么一笔“25个葛羅琛，为自己和海顿买咖啡”，顯見他每花一毛錢都要掂量一下。（有趣的是，贝多芬身后曾发现一份未完成的回旋曲随想曲手稿，上面写有标题“丢了一个葛羅琛的愤怒”，虽然上面的手迹并不是贝多芬的，也没有证据显示贝多芬同意给这首回旋曲叫这个名字。迪亚贝利买下此一回旋曲的手稿，并作了一些修改使之完整。）银钱问题畢竟只能靠他自己的音乐能力解决。他在沙龙裏举行小型音乐会，能得到一些贵族的赏识，获得一些生活品。贝多芬的赞助人有很多，其中包括卡尔·利赫诺夫斯基侯爵，安德烈·拉祖莫夫斯基公爵，埃斯特哈奇（Esterházy）亲王和约瑟夫·洛布科维茨亲王。再后来，版权成为贝多芬的收入来源。他并不非常喜欢当一名音乐老师，教授音乐大部分是为了获得收入。但是他的确当过钢琴课家教，其学生中不乏有名的演奏家如不倫瑞克的特蕾泽公主，或是多罗特娅·埃特曼（Dorothea Ertmann）。
1795年，貝多芬在维也纳举行了第一次音乐会，曲目是他于1794到1795年创作的B♭大調第二號钢琴协奏曲（作品19），由他本人演奏钢琴，這次演出获得了成功。这首钢琴协奏曲被普遍认为颇有“维也纳味” 。当时有人评论道，作为钢琴家的贝多芬有着“火花、光彩、幻想还有深邃的情感。”这次音乐会，是贝多芬第一次向维也纳展示自己。此时的贝多芬已经开始看到成功的光芒，他不但被邀请出席一些有名的慈善音乐会，而他1795年为维也纳美术协会年度舞会所写的十二首德国舞曲（編號WoO 8），甚至比海顿一过即逝的同类型创作得到更多的青睐；即使是两年之后，仍可听到人们对它们的赞励之声，还被以钢琴版本的形式刊出。同年，贝多芬向马达琳娜·维尔曼（Magdalena Willmann）求婚，但遭到了拒绝。
1796年可說是贝多芬的事业起升年，他先后在布拉格和布达佩斯演出，途经纽伦堡、莱比锡和柏林等地，并创作了作品5的兩首大提琴奏鸣曲，以及作品2的三首钢琴奏鸣曲。但正是此时，贝多芬出现了耳疾的先兆，對此他描述道：“耳朵里常闻低鸣和呼啸。”但是，耳疾的出現并没有让贝多芬停下，他为其巡回演出写出了C大调第一号钢琴协奏曲（作品15，較第二首协奏曲作品19更晚寫就，但先於其出版）。1799年，贝多芬发表了可能是他最早的受欢迎作品之一：C小调第八號鋼琴奏鳴曲《悲怆》（又名「悲怆大奏鸣曲」）。此作是献给利赫诺夫斯基的。一年之后，c小調第三號钢琴协奏曲也告完成，此作被认为是贝多芬重要的四部协奏曲之一（第三、第四、第五號钢琴协奏曲，以及小提琴协奏曲）。在第三號當中，钢琴的比重有顯著的增加，整部作品非常恢宏；調性設定方面，c小調是贝多芬非常擅长的。1800年最值得一提的作品，是F大調第五號小提琴奏鸣曲《春天》。单从名字判斷，人们就可对音乐略感一二，但此處的《春天》之名，却不是出自贝多芬的手笔──这种现象，日后还会在贝多芬的其他作品中反覆出现。同年，C大調第一號交响曲也告完成。这些早期的作品，都具有顯著的古典主义风格：旋律的发展，乐章之间較為松散的关系，以及个人情感的隐藏⋯⋯等。但是在这之后的不久，贝多芬就迈出了自己的步伐。
比《悲怆》“高”出半个音的C♯小調鋼琴奏鳴曲《月光》则出自1801年。此曲比起《悲怆》更显示出了一种新的风格，它更有一E♭大调的姐妹篇，贝多芬特別将之命名为“幻想般的”（quasi una fantasia）奏鳴曲。《月光》是献给贝多芬的钢琴学生尤丽叶·圭恰迪的，但亦有傳聞稱，两人之间可能不只是单纯师生关系；甚至有人认为，她就是贝多芬那位“永恒的爱人”。
1801年，贝多芬着手创作清唱剧《基督在橄榄山上》（作品85）。虽然这部作品在1803年就首演了，但是贝多芬坚持对之修改，直到1811年才再次发表。贝多芬学者梅纳德·所罗门认为，这部作品有贝多芬暗示自身生活态度的意味，“对自己的个人、音乐和意识进行深刻思辩。”1802年，贝多芬原拟将A大调第九号小提琴奏鸣曲献给乔治·布里奇托尔，但是后者一次酒后狂言，得罪了贝多芬的一位朋友。贝多芬一怒之下，将奏鸣曲献给了当时非常优秀的小提琴家鲁道夫·克鲁采，于是这首奏鸣曲便被冠以“克罗采”之名。（不過，克罗采终身未演奏过此曲，还嫌曲子是不可演奏的。）也是在这一年，贝多芬到维也纳的修养地圣城，意图靠当地矿泉水浴，以治疗自己日益严重的耳硬化症。虽然前一年贝多芬还写下过：
我决心扫除一切障碍，我相信命运不会抛弃我，我恐怕需要充分估量自己的力量，我要扼住命运的咽喉。
的壮语，但是在圣城，他的情绪则一度陷入低谷，还写下了一封寄给自己兄弟的信，后世称之为《圣城遗书》（一译海利根施塔德遗书）。此信在1827年才被发现，信中的语气既悲观且可怜，可见贝多芬的耳疾导致其出现自杀的念头，只有他的音乐，和一种模糊的使命感，才让他不致走上绝路。值得注意的是，几乎同时期寫就的D大調第二號交響曲，却讲述着截然不同的人生态度，全曲意气风发，全无惆怅阴霾，更多的是对生命的歌颂，给人耳目一新的感觉。其第一乐章迅厉的行进、紧凑的节奏，能给听众留下深刻的印象。而第四乐章则被柏辽兹称为“第二谐谑曲”。1803年，第二號交響曲第一次与維也納的听众們见面。同年，贝多芬得到了维也纳河畔剧院的駐院作曲家职位，并着手进行下一部交响曲的创作。

#### 《英雄》

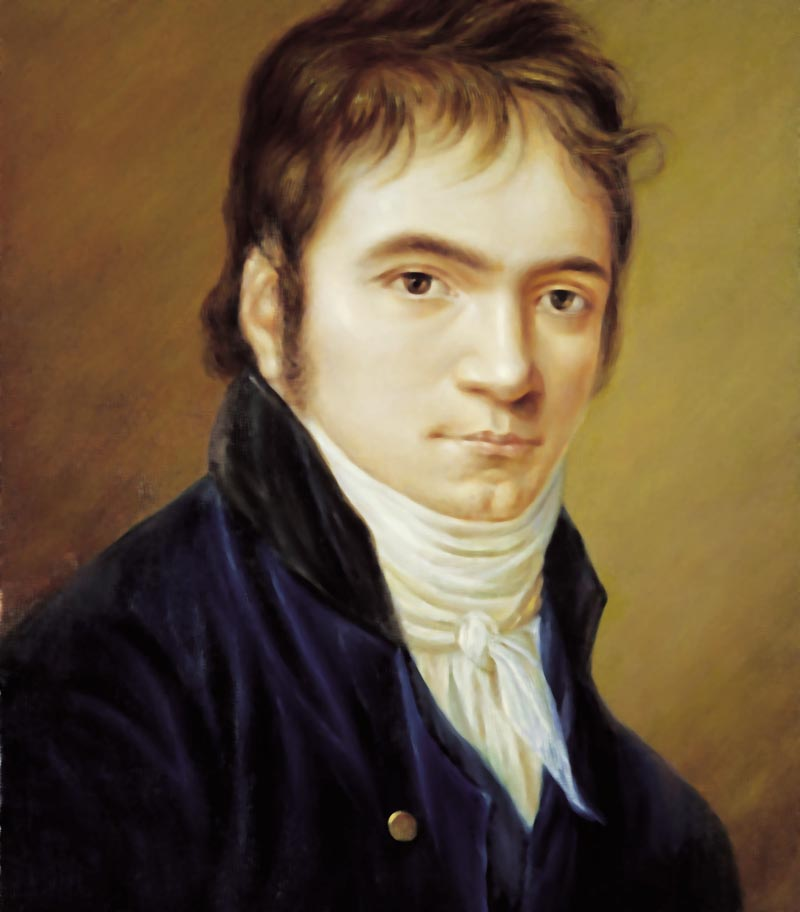
1803年的貝多芬，由克里斯蒂安·霍内曼所繪

18、19世纪之交，法国大革命震动着欧洲大陆，本就摇摇欲坠的神圣罗马帝国更是因此而走向历史的终点，德意志民族在等待统一的时机。此时登上历史舞台的拿破仑，首先以维护共和、捍卫革命的面目出现，一时间成为很多青年心目中的“普罗米修斯”，是革命的代表和革命原理的传播者。据说早在1798年，法国驻维也纳大使贝尔纳多特将军曾建议贝多芬为拿破仑写上一曲，但贝多芬并未为之全力以赴，而是先在1802年（一说1800到1801年）创作了芭蕾舞音乐《普罗米修斯的創造》（作品43），有应和这种波拿巴热的意味。但是，其编舞者维加诺却让贝多芬失望了，普罗米修斯的英雄气概在舞台上并未得到充分表现。于是，有共和、民主和自由追求的贝多芬就要用自己的双手，告诉世人，甚至是拿破仑本人，他心目中的英雄是何等形象；为此诞生的，正是E♭大调第三號交响曲。
第三號交響曲完成于1804年，在此，貝多芬的作曲動機与之前的海顿、莫札特相當不同：其作品不再是应某位有钱的侯爵，或为一个上流社会的小群体而写，此時的贝多芬乃是出自个人的心声、愿望、激情和世界观去創作，献给的是“永恒（的世界）”和“人类”。相比起以前，其作品在大众面前被奏响，而作曲者自己则退居幕后，這樣的創作高度是前所未見的。在這樣的脈絡下，第三號交響曲的篇幅也是無比宏大，其演奏時間达45分钟左右，正是因为當中包含了比以往命题作曲更多的精神内涵，不但是當代音乐史、交響曲發展史上最宏大的器乐作品，更是贝多芬自己创作史上的转折点。在它面前，《普罗米修斯的生民》更像是一次试手。在《普罗米修斯》终曲當中，一段快乐而又雄健的乐曲，贝多芬对之钟爱有加，非但用它写出了《英雄》主题变奏曲（作品35），在第三號交響曲的終曲乐章也再次引用之，由此可见《普罗米修斯》在貝多芬作品間乐思和政治理念的传承。貝多芬自己对这部投入了激情和理想的作品非常满意──确实，也唯有如此，贝多芬才有将之献给法兰西第一国民议会，甚至是拿破仑的心理基础。

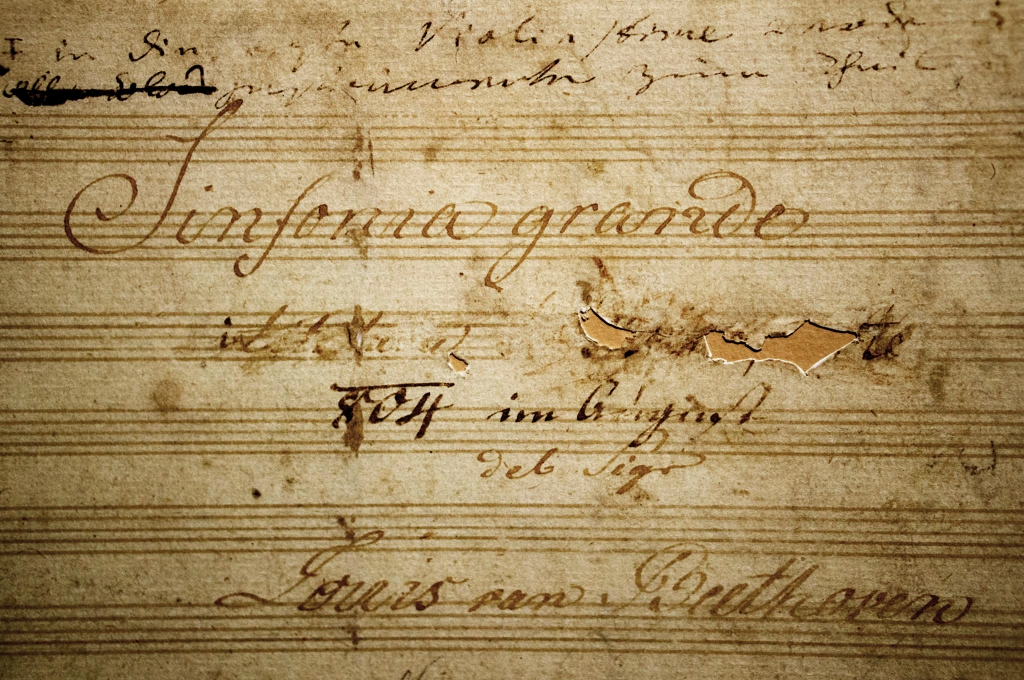
英雄交响曲总谱封面，可见贝多芬修改的字迹。维也纳音乐之友协会藏。

但接下来发生的事，却是出乎了贝多芬的想象。1804年5月，法兰西第一帝国成立，拿破仑加冕称帝的仪式在當年12月2日假巴黎聖母院举行。对贝多芬来说，这不单单只是君主復辟，更是拿破仑對革命理想的背叛。對此，費迪南德·里斯讲述的故事可能有所夸张：盛怒之下的贝多芬，撕去了第三號交响曲上写给拿破仑的題獻扉页。目前人们可在维也纳音乐之友协会看到贝多芬1804年8月的亲笔手稿，原来的“为波拿巴而作的大交响曲”（Sinfonia grande/intitolata Bonaparte）被劃去，取而代之的是模糊的铅笔字迹“以波拿巴为题材而作”（Geschrieben auf Bonaparte）。此次改念，意味著貝多芬將这首交响曲更多的是献给一位理想化的人物（及其理想，他會為人類的解放而戰），而非獻給某個特定的對象。至於《英雄》一名，則来得有点含糊。1804年8月26日，贝多芬在写往出版商的信中提到标题定为《波拿巴》(英語：Bonaparte)，作品於1805年舉行首演，但翌（1806）年的第一次出版卻被冠上《英雄交响曲：为纪念一位伟人而作》的标题，此間的原因仍有待考據。
贝多芬對拿破仑的反感在后来有所缓和，在1809年一次由貝多芬本人指揮、拿破仑原定出席的音乐会上，其曲目便包括了《英雄》，他甚至还考虑将自己的C大调弥撒（作品86）献给拿破仑。1821年拿破仑逝世，贝多芬对此说道：“我早已为此变故写好了合适的音乐。”
《英雄》的第一樂章為奏鸣曲式，此樂章被罗曼·罗兰称为“神话般的战斗”，主要的乐思仅仅建立在E♭大调和弦上，主题之间的反复推敲，并转了几次调之后，圆号响起，望见彼岸，结尾的三下和弦抖擞地为第一乐章降下末音。第二乐章的葬礼进行曲被魏恩加特纳描述为“埃斯库罗斯式”的，大型的赋格将本乐章带到其高潮。经过轻松的谐谑曲第三樂章之后，极快板的第四乐章开章先是震撼有力的和弦，然后突然一收，弦乐的低鸣慢慢将乐思领入来自《普罗米修斯》的主题及变奏，此一樂念占领了乐章的整个中部。临结尾处，出现一下急落、沉寂，再随一下铜管高奏涌起，欢乐的颂歌踏着庄严的步伐，完成了这次音乐历程。回顧《英雄》全篇，可說是贝多芬创作特色宣告成熟的標誌性作品，闪烁着贝多芬的意志，正式告别了海顿、莫札特等人所象徵的古典主義曲风。其音乐发展带有强烈的戏剧冲突，四个乐章之间出现了内在的联系而构成整体，这是以往两首交响曲中未有见到的。

### 1804年－1815年
1804年起，贝多芬的创作进入了旺盛期，伴随着第三號交响曲的問世，《华德斯坦》奏鸣曲（作品53）和《热情》奏鸣曲（作品57）不但是钢琴奏鸣曲的名作，更體現了「英雄」紀元的宏大樂念。

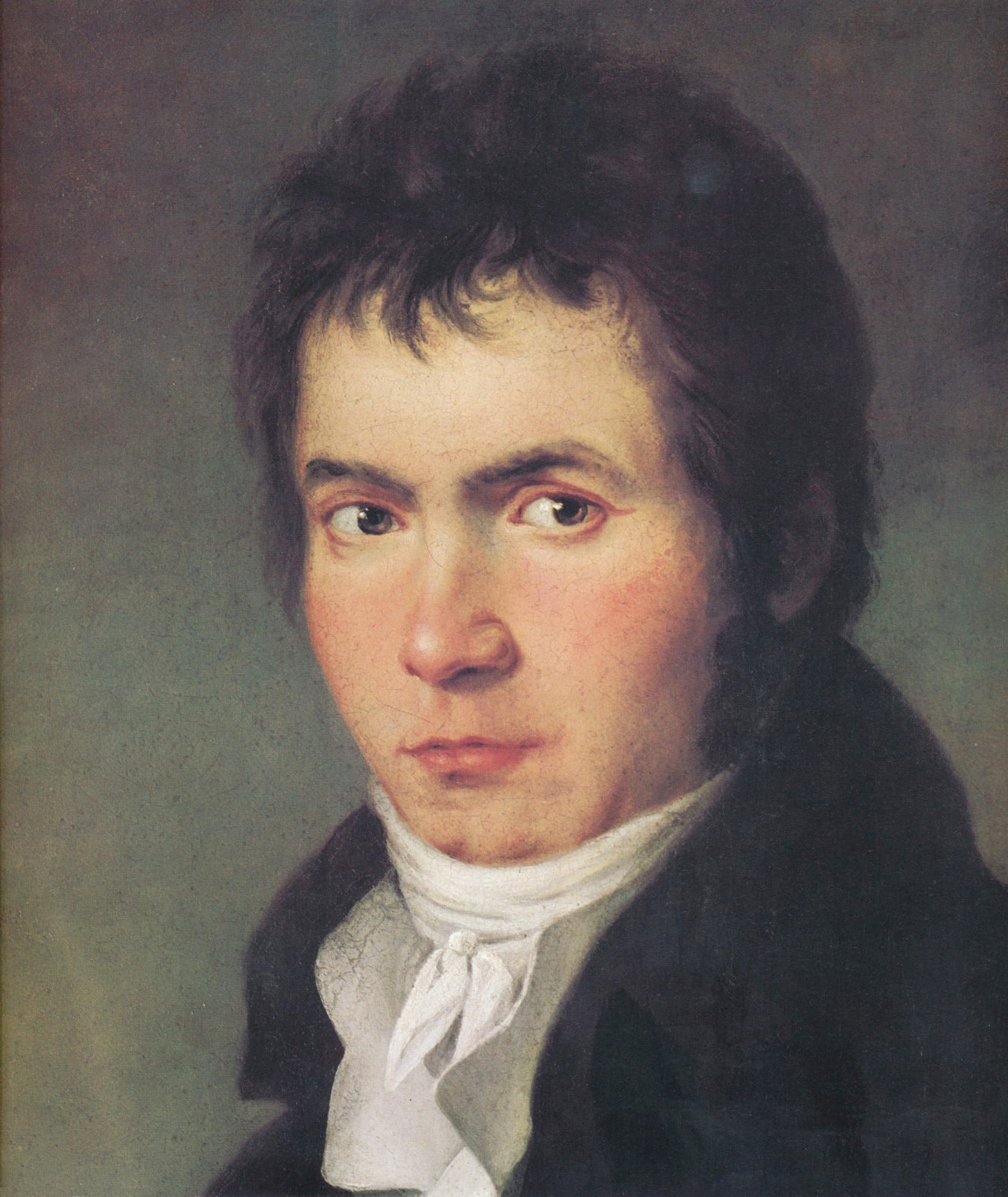
1804年的贝多芬，维利布罗德·约瑟夫·梅勒畫作的一部分。在整張的畫作中，除了人物貝多芬外還有一豎琴吉他

《英雄》的余波未了，贝多芬本来打算以一首c小调交响曲为其续音，但当他完成了第一乐章后，就先停下了。1806年，贝多芬做客利赫诺夫斯基亲王位於格拉兹的夏宫，认识了弗朗茨·冯·奥珀斯多夫伯爵，伯爵正好要组建一支乐队，並委托贝多芬为其創作。当年9、10月间，貝多芬完成了阳光明媚的第四號交響曲。这部夹在两首庄严、雄伟诗篇之间的交响曲，被舒曼形容为：“在两位挪威巨人之间的苗条希腊少女。”在早先的5月，贝多芬和特蕾泽公主订婚，其安宁和愉快的心境在第四號交響曲中留下了踪影。可惜的是，到了1810年5月，贝多芬放棄了与特蕾泽结合的一切希望。
這段期間的主要作品還有：三重协奏曲（以作品56號出版，緊鄰《英雄》，但實際的創作時間間隔了十年之久），以及著名的D大调小提琴协奏曲──这首曲風甜美的小提琴协奏曲是为维也纳河畔剧院第一小提琴手弗朗茨·克莱门特而創作，是贝多芬唯一的一首小提琴协奏曲作品，被後世认为是「四大」之一。1808年，贝多芬接受了钢琴家克莱曼蒂的建议，将小提琴独奏改为钢琴，此版本以作品號61a出版。
室內樂作品方面，1806年的《拉祖莫夫斯基弦乐四重奏》可能是贝多芬在弦乐四重奏这个范畴里面最有名的作品。作品是献给俄罗斯大使拉祖莫夫斯基的。與他早期的六首弦樂四重奏（作品18）相比，這裡的三首四重奏具有更加交响化的織體。值得注意的是，当时贝多芬已能正视自己耳聋这个事实，并且在自己的音乐创作事业面前极力将这个不利因素排除在外。他在《拉祖莫夫斯基》第三首的终曲乐章草稿上這麼写：
即使对于艺术，也不必再对它掩饰你的耳聋。

#### 《命运》与《田园》

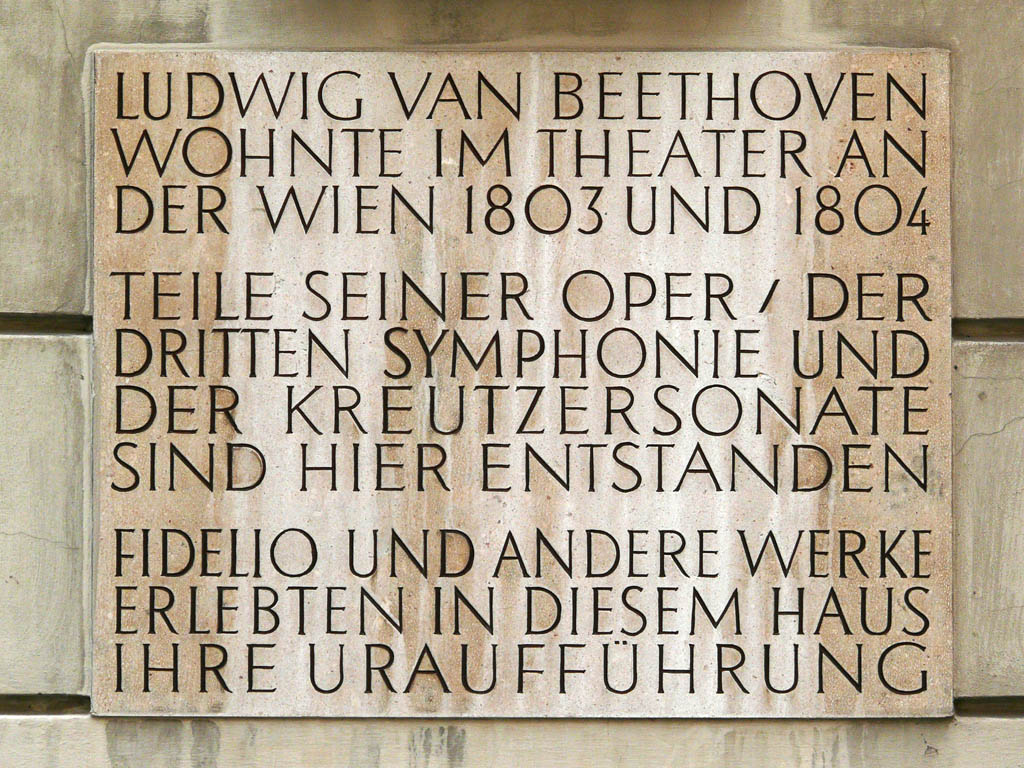
维也纳河畔剧院外墙的牌板，記載貝多芬曾於1803年及1804年住在維也納劇院，他在此進行了歌劇、第三號交響曲等創作，而費德里奧與其他作品也曾在此首演

1808年12月22日，维也纳河畔剧院里的听众经历了一场意义非常的音乐会，音乐会长达4小时，曲目全部是贝多芬的作品：开场先是F大調第六號交响曲《田園》（作品68），再是C大调弥撒里面的咏叹调，然后是G大調第四號钢琴协奏曲（作品58），紧接着是C小调第五號交响曲（作品67），还有《合唱幻想曲》（作品80）。且不论当晚演出的质量，这里的几首曲目都是贝多芬曲谱里有十足分量的作品。好几部作品在同一晚上首演，其實是贝多芬多管齐下的创作习惯所造成的。當晚，评论家并没做太多的评论。一年半之后，当时最有影响力的音乐杂志—莱比锡《音樂廣訊報》里，作家兼乐评人霍夫曼在第五號交響曲再次上演之后，用浪漫的笔法给了如下的评价：
强光射穿这个地区的夜幕，同时我们感到了一个徘徊着的巨大暗影，降临到我们头上并摧毁了我们内心的一切，除了无尽渴望所带来的痛——在这种渴望中，本来在欢腾呼声中燃起的那份喜悦倒下逝去。

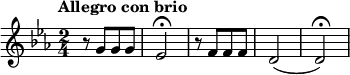
命运交响曲的“命运”动机

在此，c小调再一次在贝多芬筆下表现了强烈的情感掙扎，其强大的张力，绵密不透风的紧张节奏，让人想起1807年的科里奧蘭序曲（作品62）。整部第五號交响曲出现了前所未有的统一，凝练简凑而又严峻凌厉，颇有概括贝多芬本人性格经历的含义。前三个乐章压抑，到了第四乐章方见光明。第一乐章的前四个音符是如此引人注目。据说贝多芬曾说过，那是“命运的敲门声”，“命运”之名便是由此而来，自此之后更几乎成了贝多芬的代名词。不過，與“月光”、“春天”等相同，“命运”亦非正式标题；与在日本和中国出品的不同，欧、美地區的第五號交响曲唱片，都不会標明“命运”这一标题。
1808年，贝多芬进一步失聪，而贝多芬早在1801年写给一位医生的信内便表示：
我要向我的命运挑战。
由此觀之，第五號交响曲無異於貝多芬不服輸的精神展現，非常清晰、明确地使听众能夠置身处地的去感受作曲者的心境。这种互动，是此前海顿、莫札特都未曾做到的。1830年，歌德在听过孟德爾頌以钢琴演奏过此曲之后，说道音乐太“狂野”。柏辽兹则对这首在法国被上演得最多的交响曲说道：
在交响曲中他叙述了自己的个人感受，他自己隐蔽的痛苦、郁积的愤怒，充满伤心绝望的梦想、夜色底下的视像，还有激情的爆发。

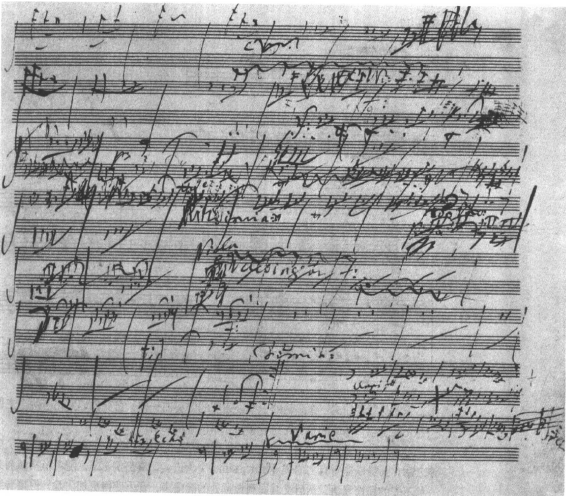
贝多芬《第六交响曲》手迹

贝多芬热爱大自然是人所皆知的。身住维也纳的他，每年夏季都要到一处乡间或疗养地暂住和散步。他正好利用散步的时机来进行创作：
你们会问，我的乐思从哪里来？我可说不准：反正是不请自来，直接或间接的。我几乎伸手就抓住它们，在大自然的怀抱里、在树林里、在漫步时、在夜阑人静时、在天方破晓时，应情应景而生，在诗人心中化成语言，在我心中则化为乐音，发响、咆哮、波浪涌起，直到最后具体化作一个个音符。
一次，他跟一位朋友在維也納聖城郊区散步时说：
就在这儿我写下了溪边的景色，而在那边，黄鹂、鹌鹑、夜莺、杜鹃则在树梢上和我一起写作。

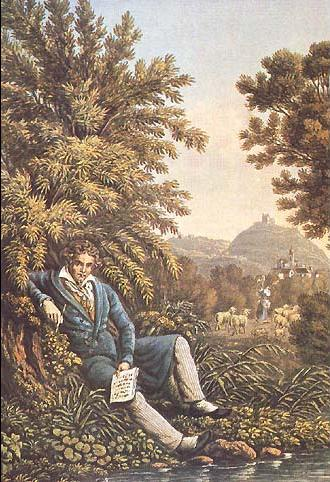
想象画：贝多芬创作《第六交响曲》

他的这些话都印证在《田園》交响曲的第二乐章“溪畔”中，那是音乐史里一个牧歌般的、诗情画意的篇章。贝多芬可能在创作《田園》时借鉴了前人尤斯廷·海恩里希·克内希特的标题交响曲《自然的一音乐肖像》。如同克内希特的手法，贝多芬不但亲自将交响曲题为《田园》，而且还为每个乐章加上标题。不過，貝多芬对标题另做了如下评论：“所有知道鄉間生活的人，想必都不需要借助标题，就能明白曲中意思。”他並且说，《田园》是“绘情多于绘景”的一首作品──不错，第五乐章那种感恩圣洁的情感流露，往往使人感动不已；其中的博大胸怀，也只有细细聆听，方能至真感悟。
贝多芬这种为交响曲（乃至各乐章）加标题的做法，虽不是音乐史上的第一次，但肯定是最有名的例子之一。自此以降，标题音乐便蓬勃发展起来，如：白遼士的《幻想交响曲》、李斯特的交响诗作品、斯美塔那的《我的祖国》交响套曲，还有理查·施特劳斯的音诗作品⋯⋯等。相比起绝对音乐，标题音乐在當時还是少数，但不能否认的是，文字的加入的確大大丰富了音乐的表现力，使之更具形象性。
1809年，贝多芬给了世人最后一首编号的钢琴协奏曲：E♭大調第五号（作品73）。這首协奏曲在出版时，只标明了“大型协奏曲”，《皇帝》的別名可能是出自其宏大、辉煌的结构色彩，因而得稱。此外，這首协奏曲也与当时流行的“军队协奏曲”不无联系，包括催人向上的第一乐章，柔情款款的第二乐章，以及富丽流畅的终乐章，使之成为唱片时代演奏家争相灌录的名曲。同年，歌德的剧作《艾格蒙特》上演，承担演出的维也纳城堡劇院委托贝多芬为之配乐。贝多芬为之写了九段配乐（作品84），其中又以序曲最為有名。至於目前人们认为那首甜蜜的《致愛麗絲》，則是1808年（一說為1810年）诞生的作品。
1812年6月底，貝多芬東行休養，此趟取道布拉格，並在7月5日抵達特普利采，并在此拜见了歌德。之後，貝多芬還計畫與布伦塔诺（Brentano）一家會面，聚会地点在信中描述为“K”，历史学家推测此指的是卡罗维发利，此外，布伦塔诺在同月也去过布拉格，但當時贝多芬寻对方不遇。抵達特普利采的貝多芬写了一封神秘的信，信的开头是：“我的天使，我的一切，我的我”，收信人是“永恒的爱人”。信中维特式的语言充满热情，表达愿意与对方结合，但同时也流露出不强求的语气，更提到相互的忠诚和分离的痛苦。这封信是如此难以触摸，一度成為貝多芬身後未解的謎題。

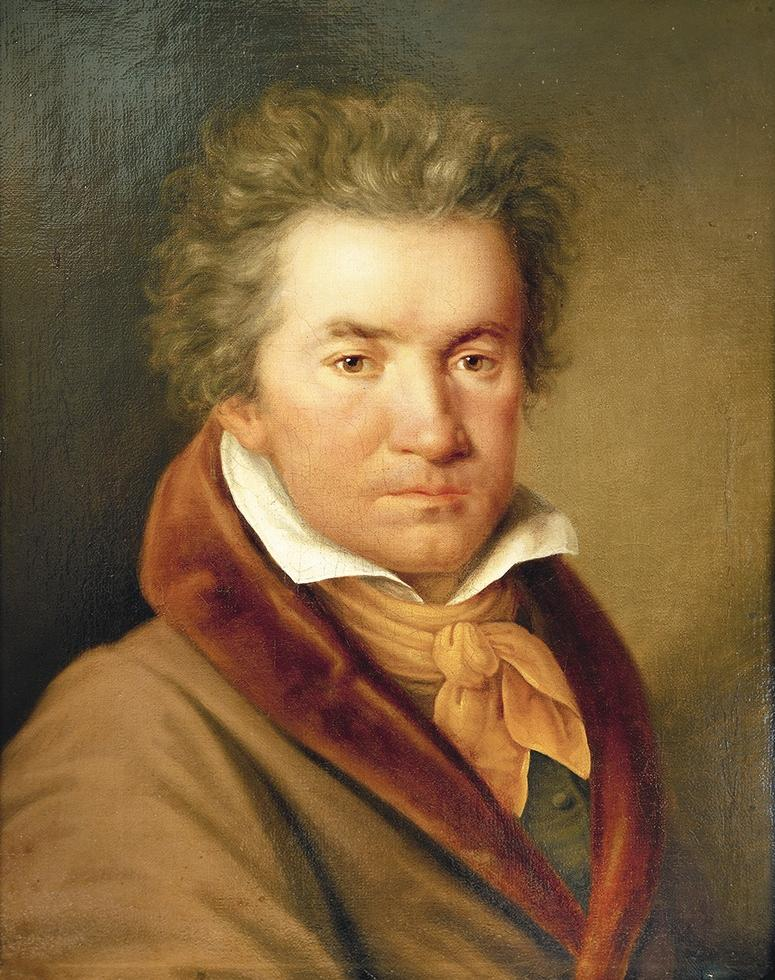
贝多芬於1815年的画像，由威利布罗德·约瑟夫·梅勒所画

1813年，威灵顿公爵在西班牙击败法军，并最终将法国势力赶出西班牙。為了此一事蹟，貝多芬特別創作了名为《战争交响曲》的作品（作品91，又名《威灵顿的胜利》），曲中使用了由节拍器發明者梅尔泽斯研發於1805年的新乐器：百音琴。梅尔泽斯则同时勸告贝多芬，将《战争交响曲》的編制改寫後，与第七號交响曲在1813年12月8日一次慈善音乐会上一同演出。值得一記的是，当日乐队名錄中，萨列里之名赫然在列。幾次的慈善演出後，为战争难民筹得的善款共四千古尔登之數，取得较大成功。这个交响曲要求使用多种独特的打击乐器，以产生战争的声音效果。
回顧A大調第七號交響曲的首演，人人皆认为其只是《战争交响曲》的陪衬，但隨著時間的推移，这部交響曲却日益引起人们的重视和兴趣（以現今唱片录制的数量，和对之演绎的多样性来看，其關注度更是远远胜于《战争交响曲》）。瓦格纳將之称为“舞蹈的神化”，指的是第七號交响曲以每个乐章皆充满了强烈的節奏律动為特色}}。相較於第七號交響曲的可觀規模，F大調第八號交響曲则是一首短小可爱的作品，被贝多芬本人称作“小交响曲”，其风貌让人回想起维也纳乐派與古典主義。出生于第八號交响曲首演当年的瓦格纳则是窮盡努力，使之恢复到作为第七號“姊妹作”所应有的地位。柏辽兹則称其第二乐章“既找不到范本，也找不到副本，是天上掉下来的。”
1815年11月15日，卡斯帕·貝多芬去世，為了爭奪侄子卡尔的监护权，贝多芬與弟媳约翰娜展開旷日持久的訴訟。1820年，贝多芬終於胜诉，但是这对叔侄後來的互動并不理想。一方面，一直单身的贝多芬，在维也纳曾迁居63次；自己生活不固定的他，最后也被证明不是一个及格的导师。他对侄子要求过高、过於严格，超过了卡尔承受的限度。另一方面，卡尔纵使有天份，但是也有两个大缺点：懶惰和不诚实。纵使当时自杀是罪行，卡尔在1826年竟也不惜一试，他的企图万幸失败未遂。事后，卡尔背离叔叔去从军，但是这一切已对贝多芬造成了很大的打击。

### 晚年

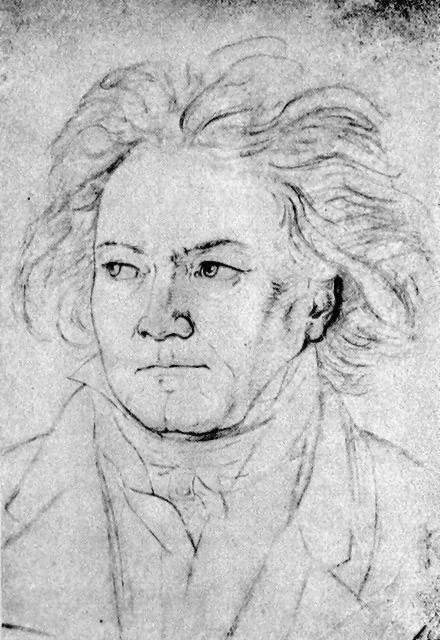
1818年奥古斯特·冯·克勒贝尔所绘的贝多芬素描

隨著年歲漸長，贝多芬的听觉也不断地丧失，其演出活動愈来愈少。1815年1月25日，他最后一次以钢琴演奏家的身份登台，是在宫廷音乐会中为自己所作的歌曲《阿德萊德》（作品46）伴奏。創作方面，1812年以後的贝多芬早已相對低产，他的情绪低落，沒有作品也意味著個人财政發生问题，且见婚姻无望，貝多芬倍感孤独。1816年，他甚至不幸得了支气管炎，被迫卧床。回顧1815–19年这四年間，可說是贝多芬一生的谷底狀態。1819年後，貝多芬的聽力全失，更无疑完全剝奪了他的演出能力──事實上，即便是日常的沟通，此時的貝多芬也显得非常吃力。贝多芬从1818年起需要“谈话册”（Konversationshefte）才能与人“交谈”，而正是通过这种方式，很多贝多芬的话语都被保留了下来，成为后人研究其为人的重要资料。
1814/15年的维也纳会议期间，《荣耀时刻》（作品136）的大型康塔塔，以及名为《平静的海洋和幸福的旅程》（作品112）的合唱作品，是低谷狀態的貝多芬筆下的少數創作。后者的歌词取自于歌德，并且也题献与歌德，但诗人即使收到了贝多芬的一份手稿和一封后续的信，卻没有作出回覆。
1818年，贝多芬写下了《槌子键钢琴奏鸣曲》（作品106），這首奏鳴曲标志着新一轮创作靈感的开始；此後的贝多芬，似乎在精神面上起了變化，此後的作品不但外在規模宏大，形式難以預測，情感則反而愈發内向、深邃。這樣的例子有：晚期的弦乐四重奏，最後三首钢琴奏鸣曲（作品109，110與111），以及庄严弥撒（作品123）、第九號交响曲（作品125）⋯⋯等。在這些晚期作品中，貝多芬似乎有意使分界线模糊，藉此获得持续性。上述的特點具体表现在乐章内引子与快板的相互渗透，有时引子本身成为了快板的一部分；乐章之间相互交叉，同时他又在试验新的音响效果。有评论家认为，此時的贝多芬并不注重作品是否谐美，是否可行，一切都要遵从他的构思，并將這樣的傾向归咎于其聽力的喪失。對於這點，车尔尼的觀察也可作為見證：
贝多芬的第三种风格起始于他逐渐耳聋的时期，这导致他最后三部钢琴奏鸣曲的独特风格，出现了许多不谐调的和音。

#### 莊嚴彌撒
宗教音乐长久以来都是争论的中心，相關討論的核心議題正是：究竟怎么样的音乐才是“真正的”宗教音樂？究竟宗教音乐是应该回归到16世纪特伦托宗教会议后、帕莱斯特里那那种清澈的弥撒曲模式，抑或是应浪漫主义的要求，带上更多作曲家个人的色彩？凡此討論，正好反映了宗教音乐的两种侧面：一方面，它是宗教仪式的产物，唱词有限定的来源，内容是重演教义，还要带有陶冶教区民众的功能。另一方面，它又要满足作曲家本人的表达愿望。要同時滿足以上的特點，無疑是困难的，但是宗教音乐從未因此而贫产，不論各个时代都有杰作。在贝多芬方面，其莊嚴彌撒无疑就是这些杰作中的一部；。

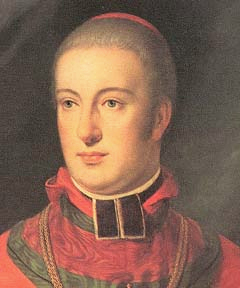
貝多芬的贊助人──鲁道夫大公爵，由老约翰·巴普蒂斯特·兰皮绘制。

1819年，贝多芬的学生兼赞助人鲁道夫大公被封为奧洛穆茨大主教。許多貝多芬作品都是題献给了后者，包括第四、第五号钢琴协奏曲、《槌子键钢琴奏鸣曲》，以及最重要的《大公》鋼琴三重奏（作品97）。在前一（1818）年，为了魯道夫的登位，貝多芬已經開始起草庄严弥撒的創作，但作品要等到四年之后，才終於交到鲁道夫手上。1824年4月7日，莊嚴彌撒在圣彼得堡首演，演出所用的樂譜稿件，是由贝多芬的贵族朋友尼古拉·加利钦改编的。在贝多芬生前，维也纳只上演了莊嚴彌撒的其中三段，而且並不是在教堂场合，而是在音乐会场合中演出（與第九號交响曲一起）。
即使演出機會有限，但自從作品宣告完成開始，庄严弥撒就受到多方赞誉。贝多芬多次在谈话、信件中提到，庄严弥撒是自己最伟大的作品。傳記著者安東·辛德勒则写道：
从创作一开始，他（贝多芬）就一脱老朋友印象中的那副精神面貌。我得承认，此前与此后我都再没见过贝多芬显出1819年时这般超凡脱俗之气。
事實上，贝多芬起先并不打算將庄严弥撒出版，而是計畫将之献给欧洲各大皇室，包括普鲁士国王、俄國沙皇，以及法国和丹麦的国王都认购了一份，法國的路易十八甚至為此特制了一枚金币，贈送给貝多芬。根据辛德勒的描述，贝多芬的財務狀況没有因為这枚金币而好转，但他深深以此金币为荣。1827年4月，庄严弥撒在貝多芬逝世之後出版，全欧洲各音乐中心订购抄本数达兩百份以上。這樣热烈的反响除了是對作曲家的紀念之外，亦可以看出當代欧洲对宗教音樂作品的需求仍頻。开始时，作品上演的次数不多──就算难得有一次，也是节选──直到19世纪中期，庄严弥撒才开始频繁出現在各樂團的音樂會曲目中（出自宗教需求的演出仍少）。
在創作特點方面，庄严弥撒全曲除了〈慈悲经〉使用希腊语之外，其他篇章皆以拉丁语演唱。这部弥撒较C大调弥撒（作於1807年）显得更為宏大，贝多芬对歌词的处理显得格外特别。例如在〈信经〉中，当音乐进行到歌词“从天堂降临”时，乐声下沉，而在“飞入天堂”处则显得神采飞扬；“化为肉身”一句来临时，音乐又显出神秘的色彩。配器上，貝多芬也有巧思，〈圣哉经〉裡的小提琴獨奏，便顯得轻灵且飘逸。

#### 第九號交響曲

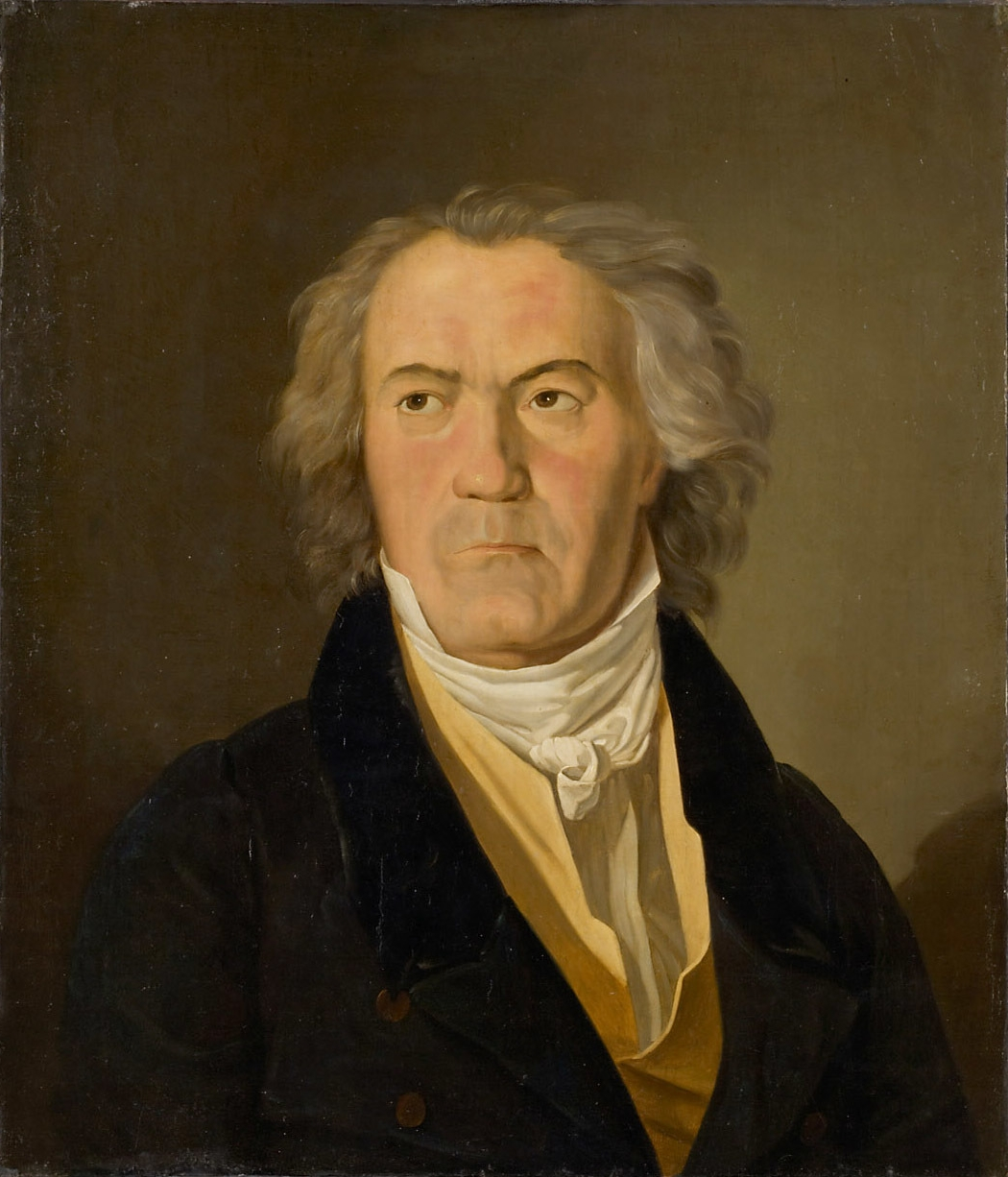
贝多芬1823年画像，由费迪南德·格奥尔格·瓦尔德米勒绘制

1817年，伦敦爱乐协会曾委托贝多芬创作两首交响曲，并前往指挥。貝多芬虽然回信應允在1818年1月完成委託，但由於他不同意协会开出的条款，计划因此落空。不過，这次委托將貝多芬拉回到睽違已久的交响曲创作軌道上，他为这个计划首先写好了第一、第二乐章，但直到1822年（此时庄严弥撒仍待完成），他才真正重视起d小調第九號交响曲的创作。事實上，早在1793年，貝多芬就曾興起为席勒的《欢乐颂》谱曲的念頭。而在1808年那场传奇的音乐会上首演的《合唱幻想曲》，其变奏部分则已隐约露出“欢乐”的主题。直到第九號交響曲的創作期間，貝多芬終於嘗試将诗篇与交响曲联系在一起。
1822年，爱乐协会再一次联系贝多芬，開出了50镑的酬勞（在當時已等同是買斷交响曲专属权的價碼），囿於財務困窘的贝多芬這次勉强接受了。1824年4月，第九號交響曲宣告完成（此時距離第八號已有十二年之久），貝多芬将一份手稿寄往愛樂協會，并親題“为伦敦爱乐协会而作”。不過，必須一提的是，贝多芬对这裏的专属权採取了個人式的理解：專屬只是“英格兰地區的專屬”，作品在5月7日的维也纳首演（演出位於卡特纳托剧院）也因此被貝多芬認為合情合理。演出由米夏埃尔·乌姆劳夫指挥，已無法負擔指揮的贝多芬仍坐在舞台上，在每个乐章开篇时给出速度提示。当天晚上的曲目以《雅典的废墟》序曲（作品113）打头阵，繼而是庄严弥撒的三個段落，第九號交响曲做為壓軸曲。虽然乐队的素质不是最好的（临时拼凑而成的乐队），但演出很成功，盛况空前。
第九號交響曲在1826年8月付梓出版，作品题献给普鲁士的腓特烈·威廉三世。至於取得“专属权”的英国，则要等到1825年3月21日才能听到作品演出；在英国的首演中，终曲乐章是用意大利语演唱的。
論及第九號交响曲首乐章的篇幅，在所有貝多芬交響曲當中，只有《英雄》第一樂章可与之一比。此乐章是奏鸣曲式快板，起于朦胧的弦乐弱奏，终于特强的齐鸣；期間時而阴暗深沉，又時而充满转折。第二乐章是谐谑曲樂章，但此處的詼諧绝非戲謔，甚至也是以完整的、嚴肅的奏鸣曲式寫成，當中包含了奋斗、前进的意象。第三乐章是甘美的柔板，结尾处却出现了庄严的旋律與之對比。來到第四乐章，首先是风暴一样的开头，然后是前三个乐章的主题陸續重现，而後被大提琴的宣叙调打断（其突兀表示了否定）。這之後，是微弱的（由低音提琴演奏）、来自远方般的《欢乐颂》主题；高潮时，《欢乐颂》主题用乐队全奏加强，然后才进入合唱部分。合唱部分引用了席勒原作中約三分之一比例的诗句，其编制是一个混声四部合唱，加上四位独唱者（S-A-T-B）；他们交替献声，颂唱人类的兄弟情谊，管弦乐的配器則是色彩斑斓、起起伏伏，並充满变化。回顧第四樂章的演奏時长及其規模，足堪比擬古典主义时期的一部交响曲作品，而關於加入人聲的歷史性做法，起初貝多芬只打算写一个器乐结尾（其素材被使用在第十五號弦乐四重奏當中），後來才改為人聲與樂團的結合。貝多芬本人看似都对这种“标新立异”的做法感到不安，即使在首演結束后，贝多芬还曾自问究竟此舉是否妥當。
联合国教科文组织将貝多芬第九號交響曲的原谱定为人类文化遗产。

### 逝世
第九號交响曲發表之后的1825/26年，贝多芬集中精力，寫下了最後的五首弦乐四重奏（第十二至十六号），还有一部大赋格；作品編號135的第十六號弦樂四重奏，是贝多芬的遗作。1826年，贝多芬在跟兄弟争吵后回家，在路上他着凉了。1826年12月，他带着侄子去格内森道夫旅行，希望身体好转，卻反而在途中感染肺炎。貝多芬本來就有肝、腸的痼疾，此時又惊闻侄子试图自杀的消息，使得他的健康迅速恶化。虽然如此，他想自己还是能再写一些音乐的。他说：
我只希望自己能给这个世界一些美好的音乐，然后就像一个老顽童一样，在各位体面的先生面前了结尘世上的事。
貝多芬在1827年1月3日立下遗嘱，到了3月份，他的健康明顯惡化。這一年間，他為肝硬化動了4次手術。在貝多芬臥床之時，醫生瓦烏希開了七十五瓶藥予他，後世並不知道當中的配方是什么。對此，辛德勒認為，正是瓦乌希“用藥物摧残贝多芬”。此時贝多芬也已对医生失去信心。当时，年方十五的费迪南·希勒前往看访弥留之际的貝多芬，根據其轉述，3月20日時貝多芬曾說：“我想我得準備上去了。”
1827年3月26日17時45分，贝多芬逝世。舒伯特的朋友胡藤布伦勒描述了贝多芬离去时戏剧性的一幕，当时空中雷鸣电闪：
贝多芬突然睜開眼，向空中伸出右拳并这样过了几秒钟，神情严肃，面带怒气。然后他身子跌回，半闭着眼睛，口中再没一句话，心臟也不再搏动了。

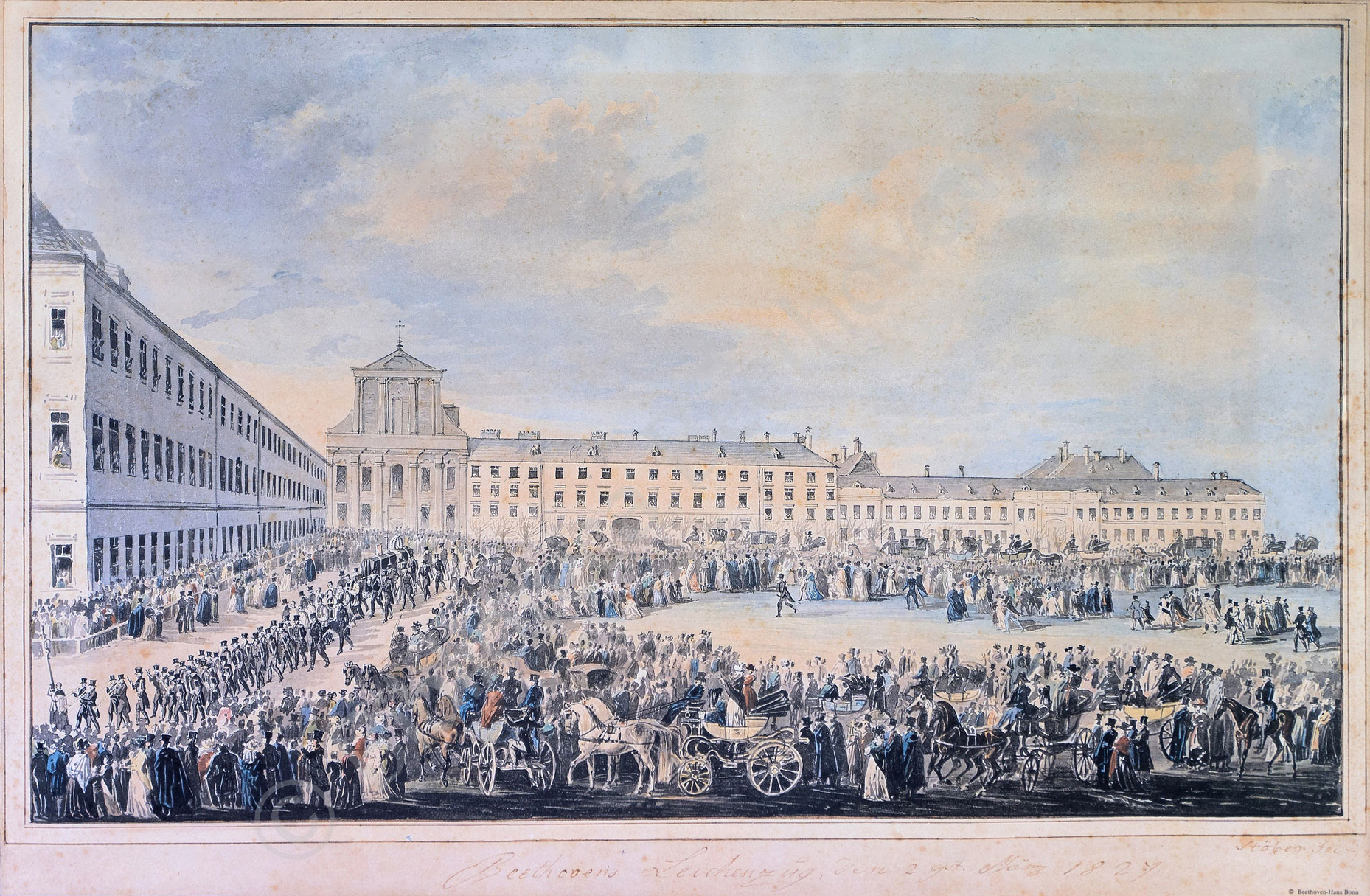
1827年3月29日贝多芬葬礼，由弗朗茨·克萨韦尔·施特贝尔所画

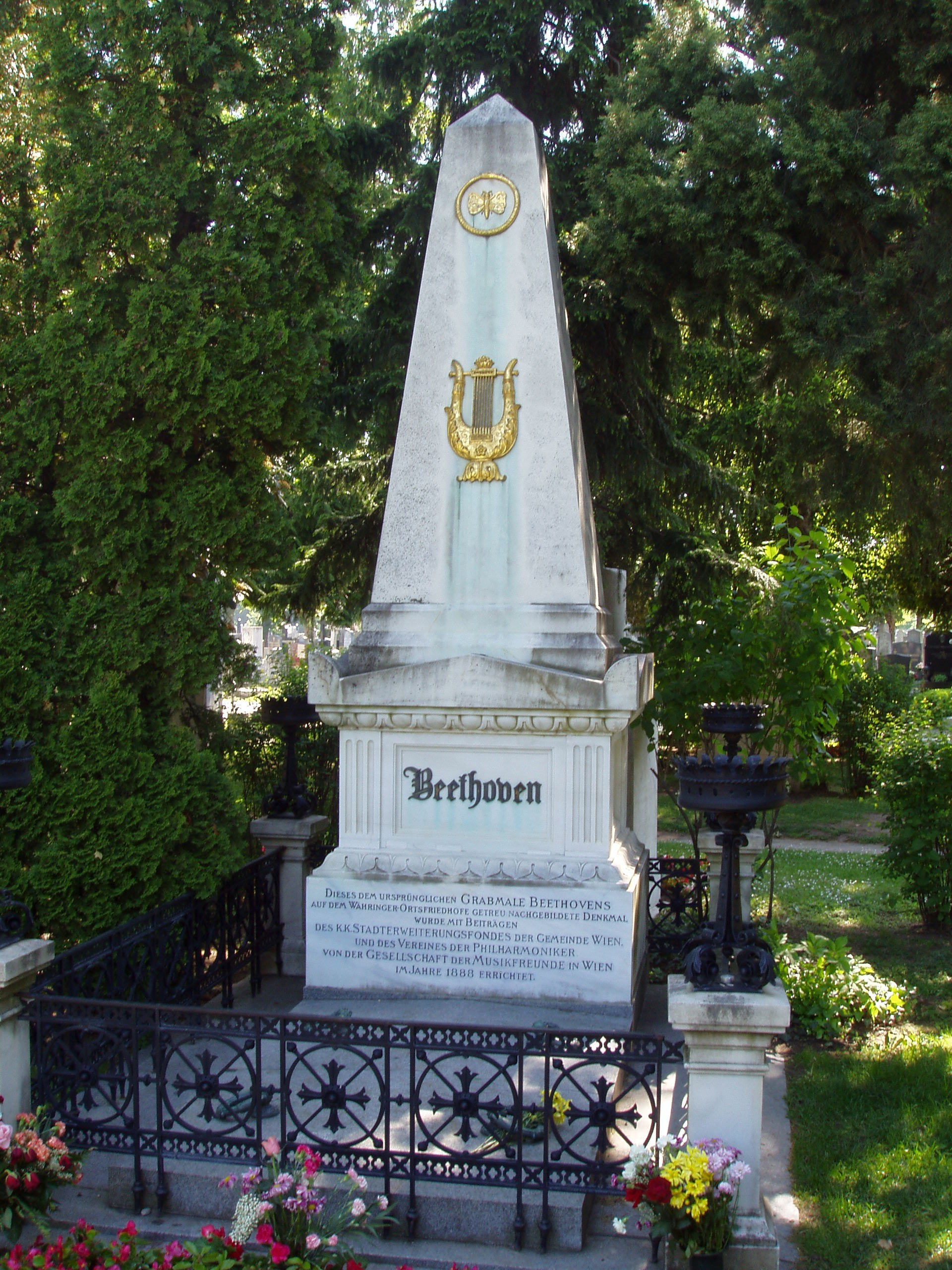
贝多芬在维也纳中央公墓的墓碑

大作曲家貝多芬的葬礼于1827年3月29日举行，据说有多达一萬（又说兩萬）名维也纳市民出席，當局出動军警到场以维护秩序。舒伯特是葬禮的卅八位抬棺人之一。在维令根墓园（德语：Währinger Friedhof，现為维令根舒伯特公园）的貝多芬墓上，有一座刻有他姓名的方尖碑。1888年，貝多芬的棺木被取出，改葬至维也纳中央公墓的舒伯特墓旁，当时布鲁克纳也在场。

## 評價與影響

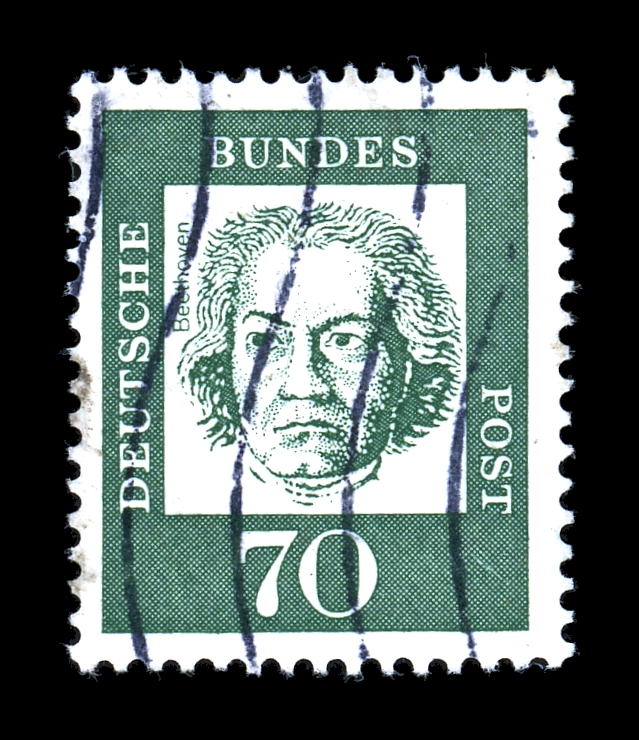
德国联邦邮局发行的“著名德国人”系列中的贝多芬70芬尼邮票

很多人都认为贝多芬是古往今来最伟大的作曲家之一。在ZDF主办的“100位最伟大的德国人评选”中，德国观众通过手机短信、电话、互联网和邮寄等形式投票，贝多芬排名12，在音乐家中只有巴哈比他靠前（排名第6）。贝多芬改变了作曲家的地位，作曲家从前只是一种接受委托进行创作的职业。而贝多芬则是以一位艺术家的身份出现，借音乐表达自己的情感理智，并且通过演出和出版使得自己的生活独立起来，不需仰人鼻息。他在这方面的开拓作用，可与拜伦在诗歌方面和威廉·透纳在绘画方面相比。
《贝多芬》（Beethoven）一书的作者康拉德·居斯特在该书的序言中写道：
人们以不同的方式去了解贝多芬。在贝多芬的时代，他既有崇拜者、也有批评家，甚至还有不能理解他的音乐的人。对于年轻的一代人来说他是一个榜样，虽然这个榜样有时会起到震慑的作用，因为很难想象有人能在作曲方面与贝多芬比肩。……这种榜样，不但影响了音乐家，还影响了音乐爱好者。
作家罗曼·罗兰无疑是属于这里提到的音乐爱好者。他为贝多芬的作品作评论，1903年又投入到《贝多芬的一生》（La vie de Beethoven）的写作中。贝多芬身受耳聋和各种病痛困扰，却依旧坚持写作的人格无疑也吸引着罗兰。在后者1915年获得诺贝尔文学奖的《约翰·克利斯朵夫》就闪烁着贝多芬的影子。他的《贝多芬传》不但被视为一部音乐历史书，还是一部优秀的文学著作，被译成多国文字。
卡西尔在其著作《人论》（An Essay on Man）中谈到《第九交响曲》说：“我们所听到的是人类情感从最低的音调到最高的音调的全音阶；他们是整个生命的运动和颤动。”
而同时代的歌德，不但为贝多芬的创作提供了素材，还和贝多芬有过直接的私人交往。他在一封寄给时年25岁的贝蒂娜·布伦塔诺的信中写道：
说心底话，去结识贝多芬，即使是稍稍交换一下观点和感受也是获益良多的，为此我愿意牺牲一切。
贝多芬的音乐可谓是西方浪漫主义音乐的典范及开源之作。经过舒伯特、蕭邦、李斯特、孟德爾頌、布拉姆斯、華格納、罗伯特·舒曼、马勒、理查·施特劳斯和威尔第等等作曲家的努力下，浪漫主义音乐得以开花结果，繁盛了整个19世纪。法国作曲家白辽士为贝多芬的九首交响曲都作过评论。而在19世纪的德奥音乐界，出现了两种趋向，一派是布拉姆斯为代表的古典主义者，被人称作「冷灶余薪」，另一是以華格納为首的浪漫主义作曲家群。两派分歧甚多，互成帮派甚至互相责难，但是他们都非常尊重贝多芬的前作。
布拉姆斯第一交響曲自1862年執筆，遲至1876年才完成并首演。这是由于他严格的自我要求，但更重要的是，他对自己信心不足，在贝多芬的盛名之下要延续贝多芬的曲风，对他来说显然是很难的一件事。布拉姆斯的第一交响曲被人名为“贝多芬的第十交响曲”。而从下面贝多芬《第九交响曲》和布拉姆斯的《第一交响曲》的小段落比较，可看出贝多芬和布拉姆斯曲风上的继承关系。
E·T·A·霍夫曼则认为贝多芬的器乐作品一流，但对声乐作品持保留态度。華格納认为贝多芬的作品使得没人能再写交响曲了，而他自己除了写出一部C大调交响曲和一部未完成的E大交响曲外，确实没再碰交响曲这种题材，而是专心打造自己的理想艺术样式—乐剧。而且克拉拉·舒曼的父亲弗里德里希·维克认为他的《C大调交响曲》其实就是贝多芬第7交响曲的翻版。瓦格纳的这种表示敬畏的言论没阻止布鲁克纳和马勒前进。他们写出了长大深广的交响曲作品。马勒还在他的第2、3、4和8交响曲里面加入人声。但两人的交响曲都没法越过“九”这个数字。

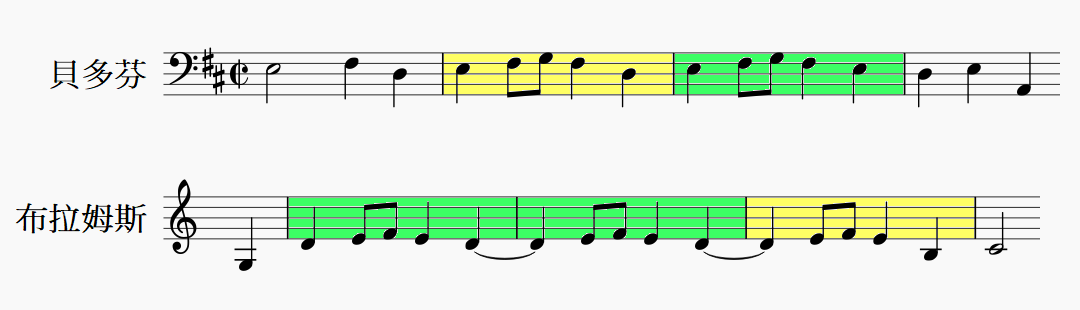
相同
相似

而贝多芬在俄国也有着他特殊的影响力，即使在20世纪也一样。在苏联时代，出于意识形态方面的原因，这位来自波恩的作曲家很受欢迎，因为他代表着革命，他的音乐则是力量、意志力和忍耐力的表现。根自俄国的新古典主义作曲家史特拉汶斯基非常敬重贝多芬。蕭斯塔科维奇常因其交响曲被比作贝多芬。的确，肖斯塔科维奇对主题的处理，小乐句的扩展与贝多芬的非常相似。
到了20世纪，音乐进入后浪漫主义、新古典主义时代。。而“新维也纳乐派”也崭露头角。其代表人物之一勋伯格在描述贝多芬对自己的影响时说道：
从贝多芬那里，我懂得了如何去避免单调和空洞，而同中又可以有异，原始的材料可以被重塑成新的样式，还有通过对看似单调的音乐片断稍加修改或对之进行变奏可以产生出何等之多的妙音。

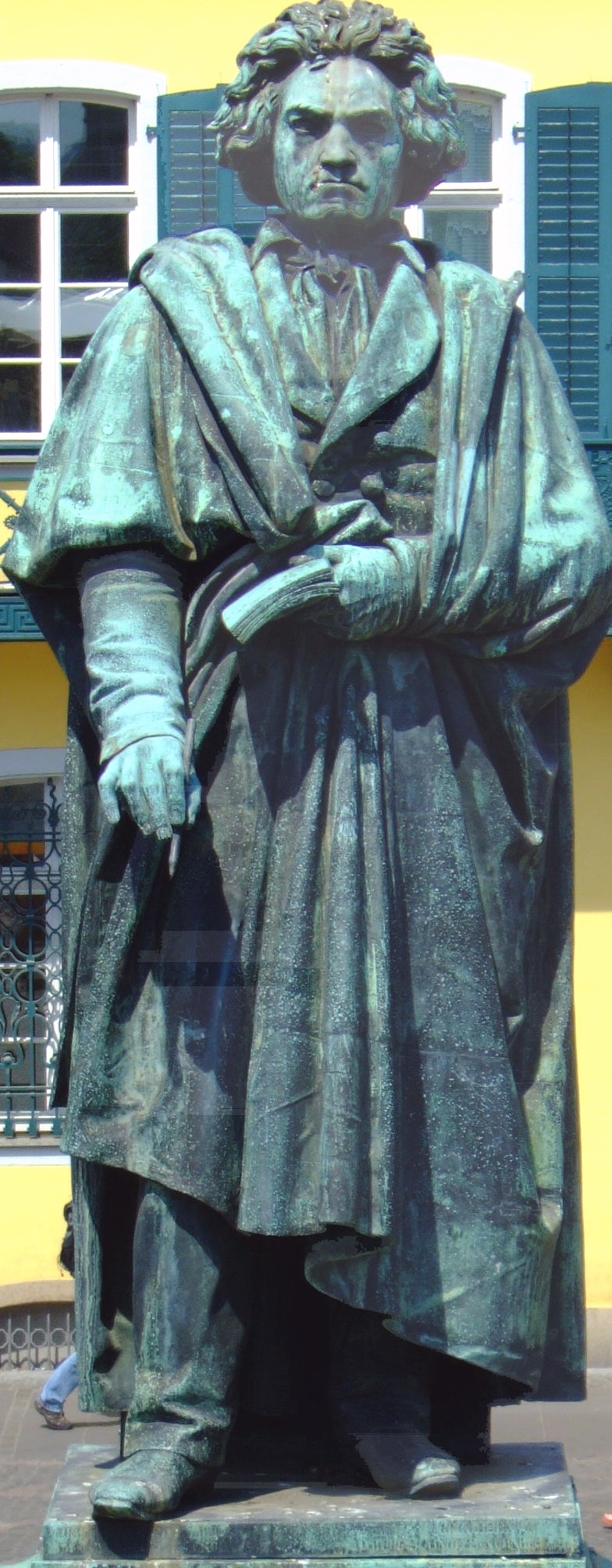
位於波恩的贝多芬纪念像

而在大眾對贝多芬的音乐接受方面，“平民化”無非是最好的解說方法，是指音樂不再是王公貴族的專屬品。在小说《发条橙》和由斯坦利·库布里克导演的同名电影中，可以看到主要人物在听着贝多芬的《第九交响曲》下去行凶。贝多芬的音乐甚至被政治化。而其中的著名的例子，就是纳粹当政时期的1942年，指挥家福特文格勒为庆祝希特拉生日而演奏第九交响曲（俗称“黑色贝九”），还有他在1944年与维也纳爱乐乐团录制的“乌拉尼亚英雄”。又正是福特文格勒在1951年战后首届拜罗伊特音乐节上再次指挥了《第九交响曲》，实况为EMI和巴伐利亚广播公司所录制，成为了很多音乐爱好者心目中该曲目的最佳演绎，这也是拜鲁依特音乐节历史上为数不多的非瓦格纳节目，另外一次则可追溯到1872年剧院落成之时。而伦纳德·伯恩斯坦在1989年12月23和25日两天，为庆祝东西德合併在柏林上演《第九交响曲》，而且将《快乐颂》改为《自由颂》，他对此说道：“贝多芬在天之灵，也会同意我们这样做的。”由此可見，大眾對貝多芬的音樂接受度非常高，就算是不親近古典音樂的人們，還是會對貝多芬的音樂略知一二。
另外，20世纪媒体，特别是唱片工业的发展也使得贝多芬的音乐更广泛的得到传播。尼基什率先在1913年录制了贝多芬第五交响曲的录音，钢琴家阿图尔·施纳贝尔则在1932—1935年录制了贝多芬的全套钢琴奏鸣曲。而真正的高潮则要等到二战结束，威廉·肯普夫在50年代就已录制好了贝多芬的全部钢琴奏鸣曲和协奏曲，富特文格勒和托斯卡尼尼则在自己生命的尾声完成了贝多芬交响曲全套的录制工作。进入立体声录音时代后，众多指挥名家不停地灌录贝多芬交响曲全集，版本无法胜数。而其中可分为以卡爾·貝姆、伯恩斯坦、克伦佩勒、布努诺·瓦尔特、阿巴多、塞尔、克鲁伊滕斯为代表的，使用现代管弦乐团编制和乐器的诠释方法。其中指挥名家卡拉扬一人就录制了4套（其中包括60年代的“红卡”），其棒下的贝多芬第9交响曲录音不下7张。第二种则是最近兴起的以哈农考特、約翰·艾略特·加德納、诺灵顿为代表的“復古風格演奏”派，他们尽量使用贝多芬时代的乐队规模和乐器来解读作品，并对原谱进行深一步的校对，竭力保持作品的原貌。而贝多芬的钢琴奏鸣曲和钢琴协奏曲则成了钢琴演奏家的试金石。至少117位钢琴演奏家已经录下了自己的贝多芬钢琴奏鸣曲全集。另外，小提琴演奏家们则通常都会留下贝多芬小提琴协奏曲和两首带标题的小提琴奏鸣曲录音。

## 作品節選
音樂成就及特色

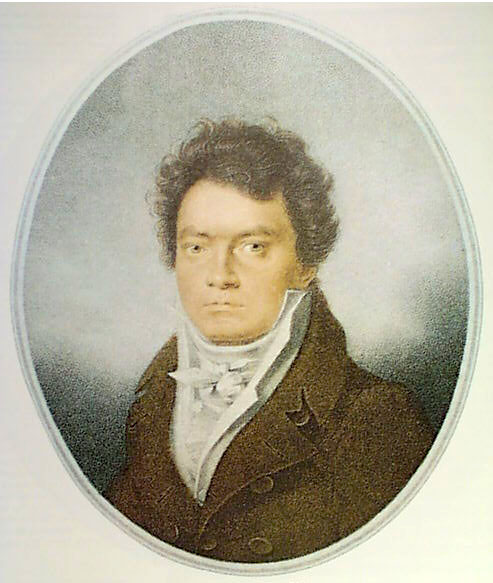
1814年的貝多芬畫像，由路易-勒内·勒特罗纳所畫

貝多芬的作品包括32首鋼琴奏鳴曲、9部交響曲、5部鋼琴協奏曲、小提琴協奏曲、三重協奏曲和弦樂四重奏。带Op编号的作品有138部。至于带有WoO.标签的作品则有205部，表示该作品是“Werke ohne Opus-Nummer”（不带Op编号的作品），这些作品虽然有很多在他生前都被发表了，但是他并不认为这些作品值得配上一个Op号。而比较少见的是带“Hess”编号的作品，共14卷，这些作品是由瑞士作曲家威利·赫斯为贝多芬作品全集作出的补充。
贝多芬最著名的作品包括第三交响曲《英雄》、第五交响曲《命运》、第六交响曲《田园》、第九交响曲《合唱》、《悲怆》奏鸣曲和《月光》奏鸣曲等等。其32首编号钢琴奏鸣曲，包括《悲怆》和《月光》等被汉斯·冯·彪罗尊称为钢琴的“新约”。他早期的音乐，受海顿和莫札特的古典主义风格影响很大，如第一交响曲。而在早期钢琴奏鸣曲，如《悲怆》中，其和声特点、八度的频繁以及丰富厚实的织体，体现了穆齐奥·克莱门蒂和杨·杜赛克对贝多芬的影响。到了中后期，作品越发表现出他强烈的个人风格，贝多芬甚至藉著音乐道出自己的理想和诉求。
贝多芬可以说继承了德奥作曲家巴赫、海顿和莫札特的音乐精髓，将古典主义音乐在形式方面做到了极限。当时巴赫的音乐还有待人们的发掘。但贝多芬的老师内弗在教学中已经让贝多芬感受到这位“欧洲音乐之父”的过人之处，贝多芬曾说过：「他不是小溪（Bach，在德語中與「巴赫」諧音），而是大海。」

### 創作生涯及分期
1855年，兰兹提出了对贝多芬创作时期的著名三分法。虽然这一劃分不断遭受批评，说其中有过分绝对化和不够确切的现象，但是它却非常有助于人们体会贝多芬创作风格的发展：
1. 早期：約1770年至1802年
2. 盛期：約1802年至1816年
3. 晚期：1816年之後

承前，三期的劃分方式，對於貝多芬的創作軌跡而言是草率且危險的。例如在1802年左右，在鋼琴奏鳴曲方面已進展到第17號《暴風雨》，發展出較為「浪漫」的特色和語法，但在交響曲部分，僅完成較為傳統的第2號。像是交響曲與弦樂四重奏這些曲種，在風格的轉變上，顯然有較慢的情形。是故過於概括式的生涯分期，可能無助於具體認識貝多芬在創作上的歷程與轉變。在三期論被提出不久後，也有其他學者認為，貝多芬早年在波昂的時期，雖然創作的數目不多，這些作品在風格上卻明顯與定居維也納（1791年）之後有所區分，主張應該對「早年」再做細分。日本學者平野昭則是提出更為詳盡的意見：（1）將早期向下劃分為三小期，（2）將晚期亦劃分為三小期。如此，則得到七個創作期的分法:13：
1. 學習期，波昂時代：1782年－1792年
2. 維也納的抬頭期：1793年－1800年，由於起初在維也納的活動以鋼琴演奏為主，這個時期的貝多芬作品也以鋼琴為重心，例如奏鳴曲、三重奏，以及第1號與第2號協奏曲等等
3. 實驗的奏鳴曲期：1800年－1802年，以鋼琴奏鳴曲進行實驗性手法的時期，著名的《月光》就是此時的作品
4. 戲劇化的奏鳴曲期：1802年－1808年，耳疾加劇
5. 如歌的時期：1809年－1813年
6. 浪漫主義接近期：1814年－1816年，創作力道最弱的一期
7. 孤傲的風格期：1817年－1826年，大約等於原來三期的晚期，著名的晚期作品如最後三首鋼琴奏鳴曲、作品130至135的弦樂四重奏，都是此時的作品

### 各類型作品

#### 键盘类作品
贝多芬五岁就开始学钢琴。虽然日后他还会演奏小提琴、中提琴和管风琴，但是钢琴却始终伴随着他。而早期的贝多芬也是以钢琴演奏家的身份确立起音乐家的地位的。他为键盘乐器写了大量作品，包括钢琴奏鸣曲、钢琴变奏曲、小作品、舞曲、钢琴二重奏、四手联弹、舞曲和管风琴作品。
钢琴变奏曲
贝多芬在自己藏下的“选帝侯奏鸣曲”曲谱上写道：“一部c小调变奏曲和一些歌曲比这些作品（选帝侯奏鸣曲）出现得还早。”这里所说的变奏曲指的是WoO.63《以戴斯勒先生一首进行曲为主题的羽管键琴变奏曲》，气氛严肃甚至是肃穆。暗示11岁的贝多芬已立下自己的人生观：生命是严肃的，而音乐则是高贵值得尊敬的。而且他认为小调比大调能表达更多的情感。在去维也纳之前，贝多芬还写了4套变奏曲WoO.64至67，其中WoO.66是用了奥地利作曲家卡尔·迪特斯多夫（Carl Dittersdorf）《小红帽》中的“从前有一位老人”为主题。但是它们之中要数WoO.65最出名，是以维琴左·李基尼（Vincenzo Righini）的小抒情曲“Venni amore”为主题进行的变奏曲集，对演奏者有着高深的技巧要求。从中也可想象到1791年贝多芬的钢琴技巧已到了何等的地步。有趣的是，很长一段时间内，人们只找到了该作品的1802年版，1791年原版久未见其踪影。因此有人怀疑该作品不是贝多芬的早期作品，而是1802年经作曲家再次修改后的作品。但是后来原版被重新发现，证明第二版比起第一版没有一点被修改过的迹象。该事件更深层次的意义是：贝多芬的音乐风格比人们初期预料的发展得更快更早。
到了维也纳后，贝多芬又写了几部变奏曲，大都是以当时流行的歌剧和歌唱剧里面的曲调为主题，例如格雷蒂的狮心王理查和萨列里的法斯塔夫里面的曲调都被贝多芬拓展过。它们可能是贝多芬受人委托而创作的。其中的WoO.70显示了贝多芬的创作速度可以有多快：一位非常受贝多芬崇拜的女士对贝多芬说，自己曾有过一套以“Nel cor più non mi sento”为主题的变奏曲，可惜遗失了。贝多芬立刻为她创作了自己的变奏曲并赶在第二天早上给她送了过去。
而到了18世纪末，贝多芬开始使用原创主题写变奏曲。第一个作品是以他自己为约瑟菲娜和特蕾泽·不伦瑞克姐妹所写的歌曲“我想你”（Ich denke dein WoO.74）为主题的变奏曲。而到了1802年，他写出了两部很重要的变奏曲：F大调六首变奏曲Op.34和降E大调15首变奏曲和赋格 Op.35（即《英雄主题变奏曲》）。贝多芬自己也认为它们很重要，所以给了它们两个Op号，这也是他的大变奏曲中第一次。两部作品使用到新的手法，而且两者本身就已存在很大的差别。在Op.34中他为每首变奏用上一个调，情绪随之而改变，一时田园牧歌，一时则是葬礼哀歌。这种手法后来在李斯特处得到很大发展。但人们不得不感叹，贝多芬早在1802年就已经非常系统地使用该手法了。Op.35比Op.34在一些方面显得更新颖。主题是《普罗米修斯的生民》中的曲调。

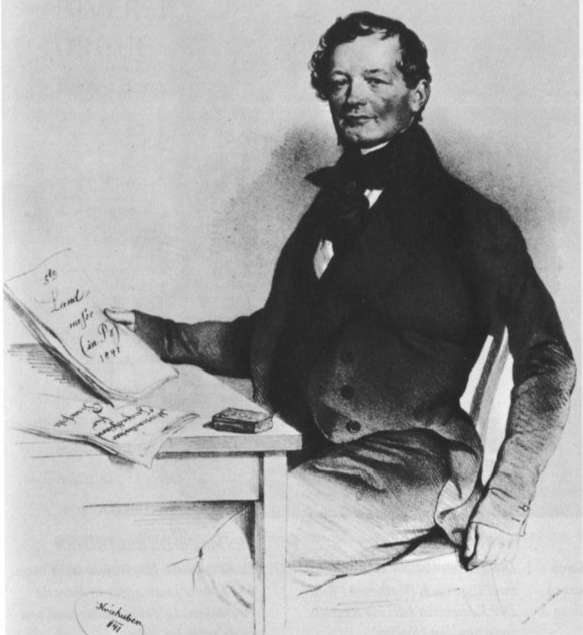
安东·迪亚贝利，他先是一位钢琴教师，后投身出版业

接着贝多芬再写了两首以英国曲调“God save the king”和“Rule Britannia”为主题的变奏曲。接着他的创作重点便转入大型作品（如交响曲）中。他自1803年打后只创作了3部变奏曲，分别是1806年的WoO.80，D大调6首变奏曲Op.76和贝多芬一生的钢琴总结—《迪亚贝利变奏曲》。而在完成Op.76后贝多芬有超过10年没再写变奏曲。这时，一位出版商安东·迪亚贝利（Anton Diabelli）突发奇想，要为当时云集维也纳的众多音乐家来一张精神快照。于是他先给维也纳不下50位作曲家送去一首自己写下的圆舞曲，请他们为之写出大变奏曲集。而贝多芬就是其中一位。他为这圆舞曲主题创作了33首变奏曲集。虽然当时的维也纳不乏名家高手，但是贝多芬无疑在这一次胜出，他写出的版本无疑是最出众的。除了倒数第二首降E大调变奏外，其余变奏皆是c小调或C大调。每首变奏速度不一，而且前后色彩也不一样。这些变奏远超其从中衍生的单调主题，显得千变万化。作品由迪亚贝利1824年在《祖国艺术家联合会》标题下出版，作为其第一部分。而第二部分则是其他作曲家的变奏曲，其中有舒伯特和当时年仅11岁的弗朗茨·李斯特的作品。
钢琴小品
贝多芬早在《迪亚贝利变奏曲》之前，就已经在其钢琴小品中大量使用那些短小但是对比强烈的乐句。当时这种被称为Bagatelle的作品体裁还是非常新的一个概念，对于演奏者的技术要求也不是太高。贝多芬可以在这些小作品中给自己一些新奇的想法做实验。1802年他将自己早先写下的一些钢琴小作品荟萃成为Op.33，一共有7首，平均100小节长，并且全部用大调写成。这一套曲集抒情为主。而下一套小品曲集编号已到Op.119。而且研究表明，这其实是两套曲集的合集。而且后面五首在时间上比前六首要早。后面的五首7到11号，是1820年贝多芬为朋友腓特烈·斯塔克（Friedrich Starke）而写的，当时后者要筹建的一所钢琴学校。在接下来的一年，出版商C.F.彼得斯向贝多芬要稿。贝多芬为前者写了很多的钢琴小品，而且很多根本就没有被发表。贝多芬从中提取了12首，并打算结集出版，但是后生变故，他最终只是出版了六首，是为Op.119的前六首。而遴选后剩下的有四首未完成，但是五首WoO 52、56、59（即《致爱丽丝》）、81和Hess 69号却是已经杀青了的。《致爱丽丝》曲调优美，技术的要求並不高，或者可以說是非常低，因此非常受钢琴入门的小朋友的喜愛。贝多芬最后一套钢琴小品是Op.126。他在这里应用了全新的材料，而且六首作品浑然成为一体，并且与Op.119的前六首有相似之处。其中的第四首b小调小品，强健有力，中段的B大调奇峰突出，并且在结尾处再次出现，让人难忘。

#### 室內樂
弦乐四重奏
贝多芬对弦乐四重奏所做出的贡献很大。他的弦乐四重奏表现了作曲者强大的创作力。他的16首弦乐四重奏可被分为早中晚三期，各有其特色。世界各种国际弦乐四重奏比赛，如英国伦敦比赛、意大利波契亚尼大赛、加拿大的“班夫”比赛、澳大利亚墨尔本比赛都是将贝多芬的中后期作品列为决赛曲目，而日本大阪和德国慕尼黑的室内乐比赛更是规定，三轮比赛每轮必须演奏一首不同时期的贝多芬作品。
贝多芬的早期弦乐四重奏包括Op.18，以及Hess编号的30到34号作品，包括两首F大调四重奏、两首前奏曲与赋格，小步舞曲还有改编自亨德尔《所罗门》序曲的一首小作品。
最初的6首Op.18发表于1800到1801年，可以看作是贝多芬对海顿、莫札特在该体裁音乐方面的总结。它们占据了贝多芬1798年秋到1800年夏这一段时间，而且是他从波恩来到维也纳之后最重要的写作项目。这也是贝多芬第一次接手已经由海顿、莫札特发扬光大的音乐样式，而此前的贝多芬只是一名钢琴家。贝多芬可能受到莫札特那六首献给海顿的弦乐四重奏的启发，将自己这六首也结集在一起。六首四重奏的编号顺序与创作时间并不一致。贝多芬将其中最有力的F大调四重奏放在第一。第一首的开篇费了贝多芬很多心思，他打算F大调之后来一次转调。从他的草稿上可见，他尝试了9次，才改到目前这种形式。而且为了增强戏剧性，贝多芬还有意识在乐句中制造沉寂。因此这首四重奏有着强烈的动态，被后人认为是六首中最成功的。而第三首其实才是贝多芬创作的第一首四重奏，也是该集子里面最柔和，最抒情的一首。第四首c小调则是贝多芬早期对该种调性的一次尝试，但它可能是这位作曲家手下该调性里面气氛最宽松的作品。
而中期的弦乐四重奏则是非常受欢迎的三首《拉祖莫夫斯基四重奏》和两首带标题的10和11号：“竖琴”和“严肃”。《拉祖莫夫斯基四重奏》是贝多芬在创作Op.18约五年之后的再次回归。它们是献给驻维也纳的俄国大使拉祖莫夫斯基的。这三首作品对弦乐四重奏的意义可比《英雄交响曲》对交响曲的意义。它们既显示了贝多芬开阔的视野，又让人看到了贝多芬娴熟钢琴技巧的影子。它们拓展了弦乐四重奏的音乐形式，将情感与戏剧性结合到一个新的高度。
《音樂廣訊報》写道：
（它们）吸引了所有音乐爱好者的注意力，……很长很难懂，是经过深思熟虑写出的作品，但并非所有人能领会。
《音樂廣訊報》之所以说“长”，大概是源于第一首和第二首四重奏，它们在长度上的确只被后期的同类作品所超过。而第一首的所有乐章都是奏鸣曲式。而且这对比起贝多芬原先打算的，已经是缩短了的。开始先是大提琴流畅的曲调，再是小提琴加入，给人一种空旷的感觉。第二乐章8分多钟的谐谑曲长度实在空前。第三乐章柔板是非常慢而且悲伤的。第四乐章则是一粗暴的主题，被贝多芬命名为“俄罗斯主题”。而第二首e小调则显示了贝多芬对短小简洁的表达方式的兴趣。第二乐章犹如颂歌，而“俄罗斯主题”这次则以谐谑曲的形式出现，此曲调往后也为穆索尔斯基所用。第三首C大调的开章与海顿的《创世纪》开头“混沌”意境相通，开头即是一下强奏。第二乐章忧郁压抑，最是动人心弦。而在这第三首弦乐四重奏里面，并没有“俄罗斯主题”的出现。
接下的两首独立的四重奏本身就成了鲜明的对比。前一首“竖琴”，其名可能源于作品中多处拨奏音列。Op.95作于1810年（-1811年?）“严肃”有着最强烈的主题对比。第一小提琴的炫技音行带来更多的是心理方面的暗示，而非观赏方面的刺激。

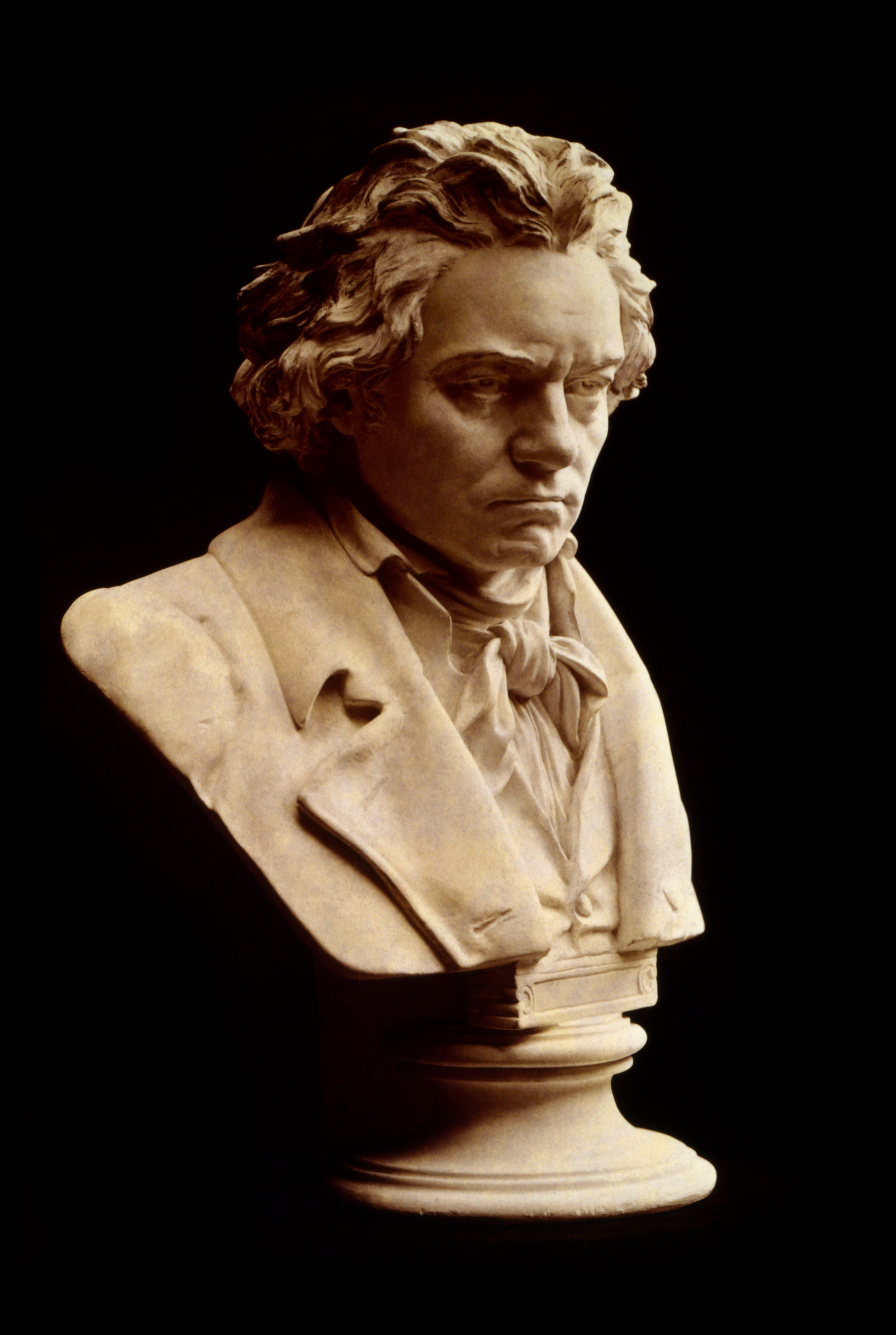
貝多芬的半身塑像，雨果·哈根作品，現藏波昂貝多芬之家

第九交响曲之后，离上一首四重奏时过12年后，贝多芬写了最后五首弦乐四重奏，特别是最后一首，被人认为是贝多芬的“音乐遗嘱”。和Op.18的创作有些相似，这五首作品占用了贝多芬一整段时间，因为他对这些作品反复揣摩，力尽完美，Op.131的草稿费纸三倍于其终稿。它们的创作顺序为12、15、13、14、16。其中又将它们可以分为三组：Op.127开序、Op.130和132为中篇、Op.131和135结束。其中最前和最末的两首Op.127和135有四乐章，但是中间的几部有5甚至7个乐章，结构复杂，更像组曲。第13号的原终乐章被贝多芬在1826年单独写成一首大赋格和四手联弹的钢琴作品，它被斯特拉文斯基称作“永远的现代音乐”。与他的小提琴奏鸣曲所展现的柔美气氛相较，晚期的弦乐四重奏显得力量雄浑，气魄强健。它们显得非常艰深，出现了早期作品中不曾多见强烈的半音、不谐和的经过句。
Op.130号降B大调弦乐四重奏是贝多芬要突破四乐章样式所做的最大胆尝试之一，有六个乐章。Op.131升c小调四重奏更有七个乐章，并以慢乐章开头，这在25年前《月光奏鸣曲》里出现过一次，而且又是贝多芬晚期热爱赋格这种形式的一例。作品中的7个乐章轻重不一，长的达17分钟，短的则只有54秒，起一个过渡段的作用。貝多芬說過這是他最偉大的四重奏。而Op.132的第三乐章则被贝多芬称作“一位康复者对神明的感恩圣歌”，是他晚年最神圣庄严的篇章之一。而最后一首Op.135，音乐在略带好奇表情的开头之后，时而心情放开时而收紧。在慢板乐章，他再次，也是最后一次用到他喜爱的变奏曲式。值得一提的是，伦纳德·伯恩斯坦曾经用大乐队的形式演奏过Op.131和135。

## 錄音推薦
- (CD). Deutsche Grammophon. 1997. 453 700-2.
- (CD). Deutsche Grammophon. 2019. 483 6767.
- Alban Berg Quartett.  Vol. 1. EMI Records Ltd. 1993. Barcode 077775458725.
- Alban Berg Quartett.  Vol. 2. EMI Records Ltd. 1993. Barcode 077775459227.
- Genz, Stephan. Vignoles, Roger. . London: Hyperion. 1999. 67055. 1999年留声机奖.
- 安德拉斯·希夫。András Schiff. Ludwig van Beethoven. 贝多芬的布罗德伍德钢琴
- 罗纳德·布劳提甘。Ronald Brautigam. Ludwig van Beethoven. Complete Works for Solo Piano. 安顿·瓦尔特，约翰·安德鲁斯·史坦因，康拉德·格拉夫 (保罗·麦克诺提)
- 马尔科姆·比尔森、汤姆·贝金、大卫·布雷特曼、乌苏拉·杜奇勒、兹维·梅尼克、巴特·范·奥尔特、安德鲁·威利斯。Malcolm Bilson, Tom Beghin, David Breitman, Ursula Dütschler, Zvi Meniker, Bart van Oort, Andrew Willis. Ludwig van Beethoven. The complete Piano Sonatas on Period Instruments.
- 罗伯特·莱文，约翰·艾略特·加德纳。Robert Levin, John Eliot Gardiner. Ludwig van Beethoven. Piano Concertos. 安顿·瓦尔特 (保罗·麦克诺提)

## 其他

### 贝多芬的乐器
贝多芬的其中一架钢琴是由维也纳钢琴制造公司Geschwister Stein制造的。1796年11月19日，贝多芬写了一封信给安德鲁斯·斯特雷彻（Andreas Streicher）（南内特·斯特雷彻的丈夫）：“前天我收到了你的古钢琴。它真是太神奇了，所有人都想把它收入囊中......”正如卡尔·车尔尼回忆，1801年，贝多芬家里已经有一架瓦尔特钢琴。在1802年，他还让朋友茨梅斯卡尔请瓦尔特为他制作一架单弦古钢琴。然后在1803年，贝多芬收到了他的埃拉德三角钢琴。但是，正如纽曼所写：“贝多芬从一开始就对这架乐器不满意，部分原因是他发现乐器的英式击弦机制沉重得令人难以忍受”。贝多芬的另一架钢琴布洛德伍德1817年款，是托马斯·布洛德伍德所赠送的礼物， 贝多芬将其一直保存在他位于施瓦兹斯帕尼公寓（Schwarzspanierhaus）的家中，直到他1827年去世。贝多芬的最后一架乐器是四弦格拉夫钢琴。康拉德·格拉夫本人证实，他曾将一架6个半八度的钢琴借给贝多芬，后来在贝多芬去世后，又卖给了威默家族。1889年，这架钢琴被波恩的贝多芬之家收购。

### 軼事
- 1932年1月27日一颗位于火星和木星轨道之间的小行星由德国天文学家卡尔·威廉·雷睦斯（Karl Wilhelm Reinmuth）发现。它被命为贝多芬，以示对这位德国作曲家的纪念。[116]
- 在Sony公司与Philip进行鐳射唱片容量与规格的讨论时，大贺典雄认为，难以放入贝多芬第九交响乐的唱片是不完整的，最终，一张鐳射唱片的时间被定为74分钟42秒[117]。
- 鋼琴奏鳴曲《月光》之名其實並非出自貝多芬本人意旨，據說是因为德国诗人路德维希·莱尔斯塔勃对此曲第一乐章做出了如此描述：“犹如在瑞士琉森湖月光闪烁的湖面上摇荡的小舟一般。”这是来自诗人自己泛舟琉森湖之往事，而那个广为流传的故事，即「贝多芬为一盲女孩即兴演奏，灵感忽至而成就了这首奏鸣曲」云云，则更为《月光》增添了几分童话色彩[118][119][120]。
- 由於第二號交響曲在樂念上與《聖城遺書》落差甚大，一度有論者認為《遺書》的真伪難以論定。研究表明，遗书是真的，而且第二號交響曲早在贝多芬休养前就已大体完成，圣城期间只是细节上的修改而已。这样将两者在时间上错开可以勉强解释事体，第二號交響曲也因此得了个别名：“英雄的谎言”[原創研究？]。
- 據說，在《费德里奥》第三版1814年的演出現場，十七歲的舒伯特是觀眾之一。為了目睹這次演出，舒伯特不得不賣掉自己的學校課本，才能換到演出的門票。[121]
- 对于《给爱丽丝》这首钢琴曲，有一个可能的解释：当时贝多芬着情于自己的学生，年仅18岁的特蕾泽·马尔法蒂（德语：Therese Malfatti），他将马尔法蒂对他的尊重和爱戴视为爱情，而且认为这段“婚姻”十拿九稳，便写信给好友韦格勒（德语：Franz Gerhard Wegeler），請後者帮忙申请得到自己在波恩的出生证明[來源請求]。可惜，贝多芬这一梦想永未成真。他原打算在一次由马尔法蒂父亲举办的宴会上向其求婚，而且還特地将写好的一部小曲（Bagatelle）带上，准备即席题献。可是，宴会上的贝多芬喝醉了，不但忘了求婚，小曲封面“給特蕾泽”（Für Therese）的題字，更由於字迹過於潦草，当人们在马尔法蒂身后发现这段文字时，误认为上面写的是“给爱丽丝”（Für Elise）[122]，成為一段美麗的錯誤。
- “永恒的爱人”的真實身分曾经引起争议，目前基本上以梅纳德·所罗门（英语：Maynard Solomon）的研究為解，所氏宣稱细查了所有線索（收件地址、日期⋯⋯等），主張收信地址距離离特普利采不出两日路程[來源請求]，再加上贝多芬將收信地名簡寫为“K”（溫泉小鎮卡斯巴德的首字母），是以卡斯巴德成为唯一候选地。而信中“爱人”的称呼又以“A”或“T”开头，這樣的縮寫正與安东尼娅·托妮·布伦塔诺（Antonie Toni Brentano）相符，所氏據此主張，这位“爱人”非常可能是安东尼娅，不過，安东尼娅与法兰克福商人弗朗兹·布伦塔诺（Franz Brentano）已於1798年成婚。在所氏的主張之外，我們曉得安东尼娅相當崇拜贝多芬，但是關於两者发生浪漫情愫的可能性，則是至今存疑。再者，该信是否真正被寄出过也并不清楚，貝多芬的書寫極有可能只是强烈愿望的纸笔化。到了1994年，电影《永恆的愛人（英语：Immortal Beloved (1994 film)）》又提出了另一种見解，認為这位爱人的身分是貝多芬的弟妇约翰娜。
- 庄严弥撒的题词“生于心，而又念向于心。”，後來成为维也纳爱乐的铭言。
- 辛德勒記第九號交響曲首演：“演奏结束后，背向观众的贝多芬并不知道身后发生何事[123]。”这时，观众看到了最感人的一幕：女中音独唱卡罗琳娜·温格（德语：Caroline Unger）執著贝多芬的手转身，让他看到观众五次起立，并疯狂地在鼓掌。必須說明的是，在当时即使是皇室夫妇出场，观众至多也只会起立三次以表敬意[來源請求]，五次起立鼓掌对于一位非受雇于皇室的人来说，是空前未有的。觀眾的熱烈反應甚至引来警方到达现场，去制止这种自发的致意[72]。對此，已經全聾的貝多芬深受感动。
- 2003年，第九號交響曲之手稿在伦敦索思比拍卖行以213万英镑售出[124]。
- 据说贝多芬在病榻上临终之际说过：「鼓掌吧，朋友，喜剧结束了。」[125]这句话后来被意大利作曲家列昂卡瓦诺用在他的作品《丑角》中，以结束那假戏真做的惨痛悲剧[來源請求]。

#### 死因及臆測
關於贝多芬早逝的真正原因，向來是众说纷纭。根據当时的医生診斷，貝多芬的直接死因是肝硬化。此外，认为他是死于梅毒的看法亦從未間斷。费迪南·希勒自彌留的贝多芬头上取下的一缕头发，则成了了解其死因的重要线索；这缕头发一直由希勒家族保存到20世纪。1943年二次大戰期間，為躲避纳粹的犹太人提供醫療服務的丹麦医生凯·亚历山大·弗莱明（Kay Alexander Fremming）獲得了貝多芬的头发。1994年12月，这缕头发遭到拍卖。目前，貝多芬的头发保存在多个地方，包括圣荷西州立大学的贝多芬研究中心、华盛顿的美國国会图书馆、康涅狄格州的哈特福德大学、伦敦的大英图书馆、维也纳音乐之友协会，以及波恩的贝多芬博物馆（德語：Beethoven-Haus）。洛杉矶的精神化学公司为贝多芬的头发作过放射—免疫测试，以确定贝多芬在最后几个月内是否服用过止痛剂（例如鸦片制剂），但是测试结果为阴性，即这些样本不含吗啡之类的鴉片。伊利諾伊州派弗研究中心（英語：Health Research Institute - Pfeiffer Treatment Center）的威廉·瓦施（英語：William Walsh）博士为贝多芬遗留下来的头发进行金属化验，结果显示其髮中铅含量很高。虽然这一发现对梅毒致死的推测有一定的支持作用，但是现在普遍认为，这是由于当时工业污染了多瑙河的鱼，而贝多芬又很喜欢吃该地段的鱼，因此鱼体内的铅在其身上沉积。并非为了治疗梅毒而服用含铅的药物所致。贝多芬性格狂躁，生理方面受慢性腹泻和腹痛的折磨，甚至其死亡，都可能是由铅引起的。

## 延伸阅读
- 罗曼·罗兰：《贝多芬传》（傅雷译）， 团结出版社，2003年4月